# 八王子市
八王子市（日语：／ Hachiōji shi */?）是日本东京都的中核市，位於東京市中心以西約40公里的近郊，多摩地區的心臟地帶，也是日本第四次首都圈基本計畫中指定的業務核都市。境內總面積次於奧多摩町，為東京都區市町村第二。八王子市與周邊地區擁有23所大學，包含外國留學生約3,100人在內，共有約11萬名學生在此就學，是日本著名的學園都市。當地往東京都特別區部的通勤率為14.9%（平成22年國勢調査），屬於東京的通勤城鎮之一。
此地曾為後北條氏與德川氏的軍事據點，戰國時代作為城下町，江戶時代則作為宿場町（八王子宿）而繁榮發展。明治時代為南多摩郡郡役所所在地，是多摩地域內最早施行市制的自治體。過去絲織物產業與養蠶業相當盛行，有「桑都」的美稱，僧侶西行的詩中曾歌頌。
八王子市是東京府（1868年～1943年）時代次於東京市施行市制（1917年）的市。1986年由國土交通省指定為業務核都市。2007年4月成為東京都第一個保健所政令市，2015年4月1日成為東京都第一個中核市。

## 地理
八王子市位居東京都除去島嶼部份之其他區域的西南部，距都心約40公里。地處多摩丘陵，河川侵蝕切割作用顯著，谷地呈樹枝狀分布，地形複雜，包含下恩方町、裏高尾町、上川町、美山町等在內的土石流特別警戒區域高達900處。
全域被山地、丘陵三方環繞，以往東流的淺川為中心，是名為八王子盆地的向東開展半盆地狀複合沖積扇。這沖積扇過去開發為桑田，現在則為住宅地與工業用地，桑田已不復見。發源自西部山地的淺川在市中央地帶與南淺川合流並通過市中心區域，後與川口川合流，受到日野台地的逼迫轉往東南而下，與山田川、湯殿川合流後流向日野市。其他主要河川還有北部的谷地川、東南部的大栗川。中心部海拔約100公尺左右。（市內最高點是上恩方町醍醐丸，標高862.7公尺；最低點為大塚大栗川，標高63.0公尺）
由中世到近代，東西向的甲州街道與通往川越、桐生、日光（千人同心街道）等關東西北部，以及通往小田原、鎌倉、橫濱（濱街道）等西南部、東南部的街道在此交會，成為交通要衝。特別是江戶時代，此地成為甲州街道的宿場町，繁榮一時。
現在，本市則是國道20號（甲州街道）與由横濱往川越方向的國道16號（東京環狀），以及經青梅往甲府的國道411號（瀧山街道、青梅街道）的交叉點。此外，中央自動車道與首都圈中央連絡自動車道的交點八王子交流道正建設中。
在鐵道運輸方面，八王子為JR中央本線與橫濱線、八高線交叉點，也是JR貨物八王子總合鐵道部與京王電鐵的始發站兩站，為鐵路重要據點。
端點座標位置
- 東端：東經139度25分48秒（鹿島）
- 西端：東經139度09分42秒（上恩方町）
- 南端：北緯 35度35分52秒（南大澤三丁目）
- 北端：北緯 35度43分07秒（高月町）

### 地形
西端是屬於關東山地一部份的高尾山與陣馬山等，標高500至900公尺，延伸出被小河川包夾著、第四紀層上總層群形成的各丘陵。
北部多摩川及其支流秋川與川口川之間為加住丘陵，谷地川將之分為加住北丘陵與加住南丘陵。兩加住丘陵東端延伸至東南部的日野台地。川口川與淺川上游北淺川之間為川口丘陵、北淺川與南淺川之間有恩方丘陵、元八王子丘陵、舟田丘陵等延伸丘陵地，南淺川與湯殿川之間為子安丘陵，湯殿川以南的小比企丘陵往南延伸至多摩丘陵。標高200公尺左右的各丘陵西部連結關東山地東緣。分隔關東山地與關東平野的八王子構造線橫跨市區，也是其名稱的由來。
森林面積8,582公頃，約佔市區全體46%。

### 氣候
年平均氣溫約14℃。因是內陸小盆地，溫差較大，可見中央高地式氣候特徵。由於山區以外的海拔也較高，市中心地帶冬季最低氣溫比起東京都心地區低約5℃（最高氣溫幾乎相同）。1月的平均最低溫約-2.1℃，比北關東前橋市低，氣候相當寒冷。降雪與積雪較東京都區中心多，2014年2月市中心積雪達60公分以上。
市內最高溫為39.9℃（1997年7月5日）。最低溫為-12.0℃（1960年1月25日）。
| 八王子市（1981年 - 2020年）                      | 八王子市（1981年 - 2020年） | 八王子市（1981年 - 2020年） | 八王子市（1981年 - 2020年） | 八王子市（1981年 - 2020年） | 八王子市（1981年 - 2020年） | 八王子市（1981年 - 2020年） | 八王子市（1981年 - 2020年） | 八王子市（1981年 - 2020年） | 八王子市（1981年 - 2020年） | 八王子市（1981年 - 2020年） | 八王子市（1981年 - 2020年） | 八王子市（1981年 - 2020年） | 八王子市（1981年 - 2020年） |
| 月份                                             | 1月                         | 2月                         | 3月                         | 4月                         | 5月                         | 6月                         | 7月                         | 8月                         | 9月                         | 10月                        | 11月                        | 12月                        | 全年                        |
| ------------------------------------------------ | --------------------------- | --------------------------- | --------------------------- | --------------------------- | --------------------------- | --------------------------- | --------------------------- | --------------------------- | --------------------------- | --------------------------- | --------------------------- | --------------------------- | --------------------------- |
| 历史最高温 °C（°F）                              | 19.9 (67.8)                 | 24.0 (75.2)                 | 26.6 (79.9)                 | 32.2 (90.0)                 | 37.1 (98.8)                 | 35.9 (96.6)                 | 39.3 (102.7)                | 38.7 (101.7)                | 39.2 (102.6)                | 32.7 (90.9)                 | 26.7 (80.1)                 | 26.0 (78.8)                 | 39.3 (102.7)                |
| 平均高温 °C（°F）                                | 9.2 (48.6)                  | 9.9 (49.8)                  | 13.0 (55.4)                 | 18.9 (66.0)                 | 23.1 (73.6)                 | 25.6 (78.1)                 | 29.5 (85.1)                 | 31.2 (88.2)                 | 26.7 (80.1)                 | 21.2 (70.2)                 | 16.2 (61.2)                 | 11.8 (53.2)                 | 19.7 (67.5)                 |
| 日均气温 °C（°F）                                | 3.2 (37.8)                  | 4.1 (39.4)                  | 7.5 (45.5)                  | 13.1 (55.6)                 | 17.6 (63.7)                 | 20.9 (69.6)                 | 24.7 (76.5)                 | 26.1 (79.0)                 | 22.2 (72.0)                 | 16.4 (61.5)                 | 10.7 (51.3)                 | 5.7 (42.3)                  | 14.4 (57.9)                 |
| 平均低温 °C（°F）                                | −2.1 (28.2)                 | −1.2 (29.8)                 | 2.2 (36.0)                  | 7.5 (45.5)                  | 12.6 (54.7)                 | 16.9 (62.4)                 | 20.9 (69.6)                 | 22.1 (71.8)                 | 18.5 (65.3)                 | 12.3 (54.1)                 | 6.0 (42.8)                  | 0.5 (32.9)                  | 9.7 (49.5)                  |
| 历史最低温 °C（°F）                              | −8.7 (16.3)                 | −8.8 (16.2)                 | −8.1 (17.4)                 | −2 (28)                     | 2.6 (36.7)                  | 10.0 (50.0)                 | 13.3 (55.9)                 | 15.4 (59.7)                 | 7.9 (46.2)                  | 2.4 (36.3)                  | −2.3 (27.9)                 | −7.6 (18.3)                 | −8.8 (16.2)                 |
| 平均降水量 mm（）                                | 48.3 (1.90)                 | 49.4 (1.94)                 | 103.4 (4.07)                | 118.2 (4.65)                | 121.5 (4.78)                | 167.9 (6.61)                | 176.0 (6.93)                | 242.2 (9.54)                | 256.7 (10.11)               | 187.7 (7.39)                | 88.8 (3.50)                 | 45.2 (1.78)                 | 1,602.3 (63.08)             |
| 平均降水天数（≥ 1.0 mm）                         | 4.5                         | 5.0                         | 9.9                         | 10.1                        | 10.4                        | 12.8                        | 12.4                        | 10.4                        | 12.9                        | 10.3                        | 6.9                         | 4.3                         | 109.9                       |
| 月均日照時數                                     | 190.7                       | 172.1                       | 169.5                       | 175.5                       | 168.7                       | 120.0                       | 141.6                       | 176.5                       | 124.8                       | 134.0                       | 158.5                       | 185.0                       | 1,917.7                     |
| 来源1：日本氣象廳（日語）                        |                             |                             |                             |                             |                             |                             |                             |                             |                             |                             |                             |                             |                             |
| 来源2：觀測史上1〜10名的數值（一年之內）（日語） |                             |                             |                             |                             |                             |                             |                             |                             |                             |                             |                             |                             |                             |

### 相鄰自治體、行政區
東京都
- 町田市
- 多摩市
- 日野市
- 昭島市
- 秋留野市
- 福生市
- 西多摩郡：檜原村

神奈川縣
- 相模原市（綠區）

## 歷史
北條氏照在深澤山築城時，因當地祭祀牛頭天王八人王子神「八王子權現」，因此命名為八王子城。城名後來成為本市市名。八王子城在豐臣秀吉小田原征伐中陷落，原後北條氏舊領地轉封德川家康。由於是交通要衝，此地成為守衛江戶往甲州口的軍事據點，也是德川家康雇用武田家遺臣組成的八王子千人同心根據地。之後，江戶時代支配關東各地直轄領（御料）的代官18人派駐此地，由武田家舊臣大久保長安擔任代官頭進行地方開發與甲州街道整備。因此八王子橫山十五宿成為甲州街道中最大的宿場町，也是多摩地域物資集散地。
明治維新以後，織物產業蓬勃發展，也是群馬、秩父與山梨、長野等內陸地區生絲、絹織品前往輸出港橫濱的物流中轉地。1917年，成為東京府內次於東京市施行市制的地方自治體。
1960年代以後，織物等纖維產業逐漸衰退，郊外北八王子工業團地等工業區與多摩新市鎮等大型住宅團地陸續建設。此外，因都心擁擠使得多間大學陸續遷入本市，成為著名的學園都市。因此產學共同研究風氣興盛。市西部的高尾山、陣馬山等成為知名觀光地與熱門登山路線，此外中村雨紅誕生地『夕燒小燒交流之鄉』與東京都內首座道之驛『道之驛八王子瀧山』等也是著名景點。

## 人口
當地人口在日本市町村中排名第23位，東京都內為市町村第1位（包含東京23區則排名第6位），全國政令指定都市除外的城市中僅次於船橋市、鹿兒島市，為多摩地區最大的都市。八王子市是東京都人口最多的市，因學生眾多，年輕人比例較高。另一方面，近年逐漸邁向高齡化，2010年的高齡化率達20.7%。
| 八王子市人口分布圖 |                                                 |  |
| 八王子市與日本全國年齡別人口分布比較圖 （2005年資料） | 八王子市的年齡、男女別人口分布圖 （2005年資料） |  |
| ■紫色是八王子市 ■綠色是全国 | ■藍色是男性 ■紅色是女性                         |  |
| 八王子市人口變化 \| 1970年 \| 253,407人 \| \| \| 1975年 \| 322,580人 \| \| \| 1980年 \| 387,178人 \| \| \| 1985年 \| 426,654人 \| \| \| 1990年 \| 466,347人 \| \| \| 1995年 \| 503,363人 \| \| \| 2000年 \| 536,046人 \| \| \| 2005年 \| 560,012人 \| \| \| 2010年 \| 580,853人 \| \| \| 2015年 \| 577,513人 \| \| \| 2020年 \| 579,355人 \| \| |                                                 |  |
| 資料來源：日本總務省統計中心提供之人口普查數據 |                                                 |  |
| 1970年 | 253,407人                                       |  |
| 1975年 | 322,580人                                       |  |
| 1980年 | 387,178人                                       |  |
| 1985年 | 426,654人                                       |  |
| 1990年 | 466,347人                                       |  |
| 1995年 | 503,363人                                       |  |
| 2000年 | 536,046人                                       |  |
| 2005年 | 560,012人                                       |  |
| 2010年 | 580,853人                                       |  |
| 2015年 | 577,513人                                       |  |
| 2020年 | 579,355人                                       |  |

### 日夜間人口
2010年夜間人口（居住者）為580,053人，日間人口為578,039人，是夜間人口的0.997倍，將近１：１。市內往市外的通勤者有107,885人，市外往市內的通勤者有74,401人，可見日間流出人口較多。另一方面，市內往市外的通學生有17,348人，市外往市內的通學生有48,820人，可見因本市學校眾多而產生大量外地通學生。
八王子市作為東京臥城，有大量往區部的通勤者，但市內大量大學與企業也可觀察出明顯的人口流入。其中，區部來此的通勤者、通學者達12,417人。根據八王子市役所資料，約有11萬學生與5千人教職員在八王子市活動。

## 地域
八王子市地域資料「八王子市の6地域とは 6地域の成り立ちについて」PDF。
地域各町資料「地域別の景観形成の方針・基準」PDF。
| 中央地域                                                                                | | | |
| - 旭町 - 東町 - 三崎町 - 中町 - 明神町一～四丁目 - 橫山町 - 新町 - 南町 - 寺町 - 八日町 | - 八幡町 - 南新町 - 天神町 - 萬町 - 子安町一～四丁目 - 元橫山町一 - 三丁目 - 田町 - 本町 - 大橫町 - 綠町 | - 台町一～四丁目 - 上野町 - 小門町 - 本郷町 - 平岡町 - 元本鄉町一～四丁目 - 八木町 - 追分町 - 日吉町 - 千人町一～四丁目 | - 清川町 - 中野上町一～五丁目 - 中野山王一～三丁目 - 中野町 - 曉町一～三丁目 - 富士見町 - 大和田町一～七丁目 |
| 北部地域                                                                                | | | |
| - 戶吹町 - 宮下町 - 高月町 - 加住町一、二丁目 - 丹木町一～三丁目                        | - 谷野町 - 三井台（みつい台）一、二丁目 - 瀧山町一、二丁目 - 梅坪町 - 左入町                             | - 尾崎町 - 平町 - 丸山町 - 宇津木町 - 久保山町一、二丁目                                                                | - 小宮町 - 石川町 - 大谷町 - 高倉町                                                                          |
| 西部地域                                                                                | | | |
| - 橫川町 - 叶谷町 - 大樂寺町 - 泉町 - 四谷町                                            | - 諏訪町 - 楢原町 - 犬目町 - 川口町 - 上壹分方町                                                         | - 貳分方町 - 元八王子町一～三丁目 - 川町 - 西寺方町 - 上川町                                                            | - 美山町 - 小津町 - 下恩方町 - 上恩方町                                                                      |
| 西南部地域                                                                              | | | |
| - 目白台一～四丁目 - 散田町一～五丁目 - 並木町 - 長房町 - 東淺川町                      | - 山田町 - 椚田町 - 寺田町 - 館町 - 狹間町                                                               | - 城山手一、二丁目 - 廿里町 - 西淺川町 - 裏高尾町 - 初澤町                                                              | - 高尾町 - 南淺川町                                                                                          |
| 東南部地域                                                                              | | | |
| - 北野町 - 長沼町 - 打越町 - 片倉町                                                     | - 北野台一～五丁目 - 絹丘一～三丁目 - 小比企町 - 西片倉一～三丁目                                        | - 兵衛一、二丁目 - 南野一～六丁目 - 七國一～六丁目 - 大船町                                                             | - 宇津貫町                                                                                                   |
| 東部地域                                                                                | | | |
| - 鑓水 - 鑓水二丁目 - 中山 - 上柚木 - 上柚木二、三丁目                                  | - 下柚木 - 下柚木二、三丁目 - 南陽台一～三丁目 - 越野 (八王子市) - 松木                                  | - 別所一、二丁目 - 堀之內 - 堀之內二、三丁目 - 東中野 - 大塚                                                            | - 南大澤一 - 五丁目 - 松谷 - 鹿島                                                                            |

## 市政

### 市長
石森孝志（第一任）

#### 市長選舉
2012年1月22日舉行。投票率：34.95%
| 候選人   | 當選 | 政黨   | 推薦 | 得票   |
| -------- | ---- | ------ | ---- | ------ |
| 石森孝志 | 當選 | 無所屬 | 自民 | 74,273 |
| 兩角穰   |      | 無所屬 | 眾人 | 62,673 |
| 峯岸益生 |      | 無所屬 | 共產 | 17,619 |

#### 歷代市長
（+號代表在任中去世）
| 代    | 氏名        | 就任年月日     | 退任年月日     |
| ----- | ----------- | -------------- | -------------- |
| 初    | 柴田榮吉    | 1917年12月14日 | 1921年12月13日 |
| 2     | 平林定兵衛+ | 1922年2月16日  | 1925年2月25日  |
| 3     | 武藤文吾    | 1925年5月26日  | 1929年5月25日  |
| 4     | 秋山文太郎  | 1929年7月8日   | 1929年11月4日  |
| 5     | 城所國三郎  | 1929年12月11日 | 1933年12月10日 |
| 6     | 杢代龍喜    | 1934年1月16日  | 1938年1月15日  |
| 7-9   | 關谷源兵衛  | 1938年1月22日  | 1942年9月1日   |
| 10    | 深澤友彥    | 1942年9月1日   | 1945年9月12日  |
| 11-14 | 小林吉之助  | 1945年10月29日 | 1957年2月6日   |
| 15    | 野口義造    | 1957年2月25日  | 1961年2月23日  |
| 16-18 | 植竹圓次    | 1961年2月24日  | 1973年2月23日  |
| 19-21 | 後藤聰一    | 1973年2月24日  | 1983年12月26日 |
| 22-25 | 波多野重雄  | 1984年1月30日  | 2000年1月28日  |
| 26-28 | 黑須隆一    | 2000年1月29日  | 2012年1月28日  |
| 29-31 | 石森孝志    | 2012年1月29日  | 2024年1月28日  |
| 32    | 初宿和夫    | 2024年1月29日  |                |

### 市議會
議長為小林信夫（八王子市議會公明黨），副議長為福安徹（自民黨新政會）（2013年6月10日選出）。

#### 黨派組成
2013年11月29日資料。席次40席。缺額3席。
| 黨派                                 | 席次 |
| ------------------------------------ | ---- |
| 自民黨新政會                         | 11   |
| 八王子市議會公明黨                   | 10   |
| 日本共產黨八王子市議會議員團         | 5    |
| 市民、民主俱樂部                     | 5    |
| 社會民主黨、生活者網路、市民自治之會 | 3    |
| 諸派                                 | 3    |

#### 市議會組織
除議會營運委員會外，還設有四個常任委員會，6個特別委員會。此外，3月會另外召開預算等審査特別委員會，9月召開決算審査特別委員會。
- 議會營運委員會
- 常任委員會
  - 總務企劃
  - 厚生
  - 文教經濟
  - 都市環境
- 特別委員會
  - 新市政對策
  - 交通對策
  - 中心市街地對策
  - 復興支援、災害對策
  - 中核市移行調査
  - 議會基本條例擬定

### 行政區域變遷（市町村制施行後）
- 1889年4月1日－成立神奈川縣南多摩郡八王子町（町村制施行，由橫山町、新町、子安町、馬乘町、八日町、本町、寺町、大橫町、上野町、八幡町、本鄉町、小門町、八木町、久島町、千人町、元橫山町、新橫山町、元本鄉町、元子安町等「八王子18町」與本鄉村合併）
  - 橫山村（日语：横山村 (東京都)）、淺川村（日语：浅川町 (東京都)）、元八王子村（日语：元八王子村）、恩方村（日语：恩方村）、川口村（日语：川口村 (東京都)）、加住村（日语：加住村）、小宮村（日语：小宮町）、由井村（日语：由井村）、由木村（日语：由木村）成立。
- 1893年4月1日－為東京府南多摩郡八王子町（三多摩移交東京府管轄）。
- 1917年9月1日－為東京府八王子市（八王子町施行市制。是全國第66處、多摩地域第1處施行的自治體）。
  - 1927年11月3日－浅川村改制浅川町。
  - 1934年10月1日－小宮村改制小宮町。
- 1941年10月1日－小宮町編入。
- 1943年7月1日－為東京都八王子市（東京都成立）。
- 1955年4月1日－橫山村、元八王子村、恩方村、川口村、加住村、由井村併入。
- 1959年4月1日－淺川町併入。
- 1964年8月1日－由木村併入。
- 1971年4月1日－高月町自西多摩郡秋多町（現秋留野市）併入。同時秋多町雨間一部分併入。
- 2002年1月1日－與多摩市重劃邊界。
- 2004年4月1日－與町田市重劃邊界。

### 行政機構
- 市長
  - 副市長（2名）
    - 都市戰略部
    - 總合經營部
    - 市史編纂室
    - 行財政改革部
    - 市民活動推進部
    - 總務部
    - 財務部
    - 稅務部
    - 生活安全部
    - 市民部
    - 福祉部
    - 醫療保險部
    - 健康部
    - 兒童家庭部
    - 產業振興部
    - 環境部
    - 資源循環部
    - 水循環部
    - 都市計畫部
    - 據點整備部
    - 市容整備部
    - 道路交通部
    - 會計管理者

  - 固定資產評價員
  - 教育長
    - 學校教育部
    - 生涯學習體育部
    - 國體推進室
    - 圖書館部

### 市役所事務所
粗字為「據點事務所」
- 中央部：八王子站南口總合事務所
- 北部：（舊小宮町、舊加住村）石川事務所、加住事務所
- 東部：（舊由木村）由木事務所、南大澤事務所、由木東事務所
- 東南部（舊由井村）：北野事務所、由井事務所
- 西南部（舊浅川町、舊橫山村）：淺浅川事務所、橫山事務所、館事務所
- 西部：（舊元八王子村、舊川口村、舊恩方村）元八王子事務所、川口事務所、恩方事務所

### 廣域行政
- 東京都十一市競輪事業組合（日语：東京都十一市競輪事業組合）－武藏野、青梅、昭島、調布、町田、小金井、小平、日野、東村山、國分寺與本市11市共同管理京王閣競輪（日语：京王閣競輪場）。
- 東京都六市競艇事業組合（日语：東京都六市競艇事業組合）－昭島、武藏野、町田、小金井、調布與本市6市共同管理江戶川競艇（日语：江戸川競艇場）。
- 東京多摩廣域資源循環組合－營運日之出町「二塚廢棄物廣域處分場」。由多摩地域秋留野市、奧多摩町、日之出町、檜原村以外的25市1町組成。
- 多摩新市鎮環境組合－町田、多摩與本市3市組成，營運「多摩清掃工場」。
- 南多摩齋場組合－町田市、多摩市、稻城市、日野市與本市組成，營運南多摩齋場（日语：南多摩斎場）。

## 國政、都政

### 國政
本市在眾議院小選舉區中屬東京24區。
- 投票率：62.22%

| 當選 | 候選人     | 年齡 | 政黨       | 新舊別 | 得票數    | 得票率 | 推薦、支持 | 比例重複 |
| ---- | ---------- | ---- | ---------- | ------ | --------- | ------ | ---------- | -------- |
| 當選 | 萩生田光一 | 49   | 自由民主黨 | 現任   | 121,433票 | 44.2%  |            | ○        |
|      | 阿久津幸彥 | 56   | 民主黨     | 前任   | 60,784票  | 22.1%  |            | ○        |
|      | 小林弘幸   | 40   | 眾人之黨   | 新     | 40,922票  | 14.9%  |            | ○        |
|      | 藤井義裕   | 37   | 日本維新會 | 新     | 30,042票  | 10.9%  |            | ○        |
|      | 峯岸益生   | 64   | 日本共產黨 | 新     | 21,448票  | 7.8%   |            |          |

### 都政
本市屬單一選舉區（八王子市選舉區）。席次5席。
- 2013年6月23日 投票率：全選舉區投票率43.50%、八王子市選舉區投票率47.19%

| 候選人         | 當選 | 政黨   | 推薦 | 得票   |
| -------------- | ---- | ------ | ---- | ------ |
| 東村くにひろ   | 當選 | 公明   |      | 45,503 |
| 近藤みつる     | 當選 | 自民   |      | 35,860 |
| 清水ひで子     | 當選 | 共產   |      | 28,473 |
| あい川博       | 當選 | 自民   |      | 25,396 |
| もろずみみのる | 當選 | 眾人   |      | 21,864 |
| 滝沢景一       | 落選 | 民主   |      | 21,718 |
| 小林ひろゆき   | 落選 | 無所屬 |      | 17,339 |
| 島内ゆきえ     | 落選 | 維新   |      | 13,628 |

## 國家行政機關
- 法務省東京法務局（日语：東京法務局）八王子支局
- 法務省東京矯正管區（日语：東京矯正管区）八王子醫療刑務所（日语：医療刑務所）、多摩少年院、八王子少年鑑別所（日语：少年鑑別所）、東京婦人補導院（日语：婦人補導院）
- 八王子區檢察廳（日语：八王子区検察庁）
- 財務省國稅廳東京國稅局八王子稅務署
- 厚生勞動省東京勞動局八王子勞動基準監督署
- 厚生勞動省東京勞動局八王子公共職業安定所（HelloWork）
- 農林水產省林野廳關東森林管理局高尾森林中心
- 農林水產省林野廳森林技術總合研修所
- 國土交通省關東地方整備局相武國道事務所
- 國土交通省關東運輸局東京運輸支局八王子自動車檢查登錄事務所
- 自衛隊東京地方協力本部（日语：地方協力本部）八王子地域事務所
- 內閣府宮內廳多摩陵墓監區事務所

## 特殊法人與獨立行政法人
- 日本年金機構（日语：日本年金機構）八王子年金事務所
- 自動車檢査獨立行政法人（日语：自動車検査独立行政法人）關東檢査部八王子事務所
- 獨立行政法人都市再生機構東日本支社南八王子開發事務所
- 獨立行政法人都市再生機構都市住宅技術研究所
- 獨立行政法人產業技術總合研究所（日语：産業技術総合研究所）仿生學研究中心八王子站 東京工科大學內
- 獨立行政法人森林總合研究所（日语：森林総合研究所）多摩森林科學園
- 獨立行政法人勞動者健康福祉機構（日语：労働者健康福祉機構）高尾御衣（みころも）靈堂管理事務所
- 獨立行政法人國立高等專門學校機構（日语：国立高等専門学校機構）本部

## 司法
明神町原是管轄多摩地域全域的東京地方裁判所八王子支部與東京家庭裁判所八王子支部所在地，但已在2009年4月20日移往立川市。舊址計畫改為東京國稅局八王子稅務署與東京法務局八王子支局等進駐的合同廳舍。

### 司法機关
- 八王子簡易裁判所（日语：簡易裁判所）（明神町）

#### 過去存在的司法機关
- 東京地方裁判所八王子支部（明神町）
- 東京家庭裁判所八王子支部（明神町）

## 公共機關

### 警察
- 警視廳第九方面本部
- 警視廳第九方面交通機動隊（日语：交通機動隊）
- 警視廳高速道路交通警察隊（日语：高速道路交通警察隊）八王子分駐所
- 八王子警察署（日语：八王子警察署）－前身是1881年設置的神奈川縣第7號警察出張所。1893年編入東京府時改為警視廳八王子警察署。計畫移至市役所旁[17][18]。
- 高尾警察署（日语：高尾警察署）－1995年3月1日成立，是警視廳第100間警察署。管轄市西部至西南部的元八王子、恩方、淺川、橫山、館地區。
- 南大澤警察署（日语：南大沢警察署）－2009年4月20日成立，是警視廳102番目警察署。管轄市南部至東南部的由井、由木、由木東地區與町田市小山、相原地區。

### 消防
消防原是市町村的責任業務，但本市與多摩地域其他多數自治體一樣將業務委託給東京消防廳。以前多摩地域全域屬第8方面，1990年新成立第9方面，方面本部設於本市小宮出張所。考慮到首都直下地震，2013年3月在本市配備消防救助機動部隊。
- 東京消防廳第九消防方面本部（石川町2099-4）
  - 八王子消防署（大橫町1-4）
  - 由木分署（下柚木542-8）
    - 富士森出張所（台町1-25-5）
    - 元八王子出張所（大樂寺町366-1）
    - 小宮出張所（石川町2099-4）
    - 淺川出張所（東淺川町882-2）
    - 北野出張所（北野町575-1）
    - 南野出張所（大船町1044-2）
    - 計畫在八王子市南大澤3丁目設置出張所

## 文化設施

### 圖書館
- 市立圖書館
  - 中央圖書館
  - 生涯學習中心圖書館
  - 南大澤圖書館
  - 川口圖書館
  - 中央圖書館北野分室

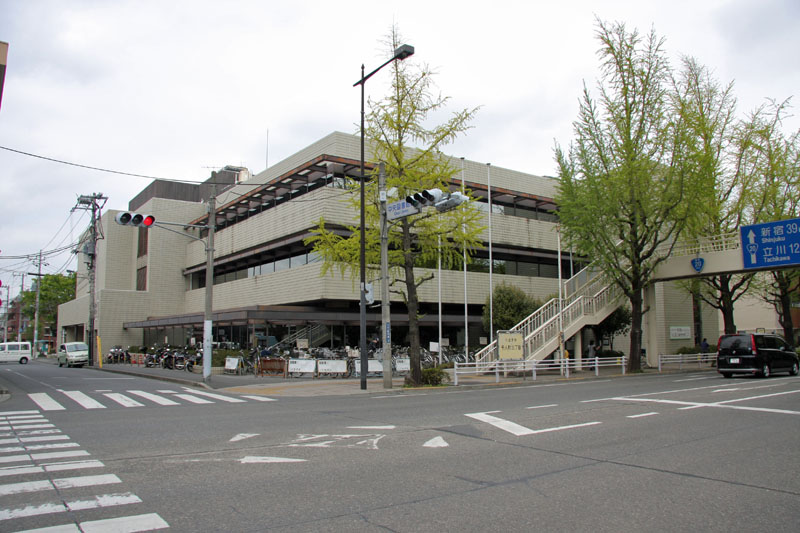
中央圖書館

  - 地區圖書室：市內各地區市民中心等附設。可預約借領市立圖書館書籍。
- 其他圖書館（八王子市民可利用的圖書館）
  - 府中市立圖書館
  - 調布市立圖書館
  - 町田市立圖書館
  - 日野市立圖書館
  - 多摩市立圖書館
  - 稻城市立圖書館
  - 秋留野市立圖書館
  - 相模原市立圖書館
  - 杏林大學人文、社會科學圖書館、保健學圖書館（附近居民，18歲以上）
  - 首都大學東京圖書情報中心本館（東京都內居住、就業，18歲以上）
  - 創價大學中央圖書館（八王子市居民、創友會會員、創價學園相關人士）
  - 拓殖大學八王子圖書館（八王子市、文京區居民，18歲以上）
  - 帝京大學媒體圖書館中心（八王子、日野、多摩、立川、町田各市內居民、就業，18歲以上）
  - 東京家政學院大學附屬圖書館（八王子、町田、相模原各市內居民、就業，18歲以上）
  - 東京工業高等專門學校圖書館
  - 法政大學多摩圖書館（八王子、町田、相模原各內居民、就業、就學，18歲以上）

### 博物館、資料館、文化設施
- 農林水產省關東森林管理局高尾森林中心「Woody House愛林」（ウッディハウス愛林）
- 獨立行政法人森林總合研究所多摩森林科學園、森之科學館
- 獨立行政法人都市再生機構都市住宅技術研究所、集合住宅歷史館
- 財團法人大學Seminar House（日语：大学セミナー・ハウス）
- 都立
  - 都立高尾遊客中心
  - 多摩地域青年廣場「高尾之森興奮村」（高尾の森わくわくビレッジ）
- 市立
  - 八王子市鄉土資料館
  - 八王子市絹之道資料館（日语：絹の道資料館）
  - 八王子市兒童科學館（日语：八王子市こども科学館）「科學巨蛋八王子」（サイエンスドーム八王子）
  - 八王子市北野餘熱利用中心「溫暖會館」（あったかホール）
  - 八王子市長池自然館「長池自然中心」（長池ネイチャーセンター）
  - 夕燒小燒交流之鄉（日语：夕やけ小やけふれあいの里）
  - 八王子市農村環境改善中心
  - 八王子市姬木平自然之家（長野縣小縣郡長和町）
- 私立
  - 日野AUTO PLAZA（日语：日野オートプラザ）（日野自動車21世紀中心「Chainon21」內的汽車博物館）
  - 八王子城跡資料館
  - 高尾自然動植物園
  - 京王資料館（日语：京王資料館）（通常不開放）
  - 奧林巴斯技術歷史館「瑞古洞（ずいこどう）」（預約制）

### 美術館
- 市立
  - 八王子市夢美術館（日语：八王子市夢美術館）
- 私立
  - 村內美術館（日语：村内美術館）－展示巴比松派為中心的西洋繪畫
  - 東京造形大學附屬橫山紀念曼祖美術館－收藏Giacomo Manzù（英语：Giacomo Manzù）作品
  - 一刻藝術會館－收藏田中一刻作品
  - TRICK ART（トリックアート）美術館
  - 東京富士美術館
  - 名和美術館（展示500具戰國武具。懷石料理「八王子天山」內附設）

### 體育設施（市立）
- 室內體育設施
  - 八王子市總合體育館 「ESFORTA體育館八王子」（エスフォルタアリーナ八王子）（室內競技場：主場地2000席、第二場地700席）
  - 富士森公園（日语：富士森公園）（市民體育館、市民體育館分館競技場）
  - 甲之原體育館（體育室、室內泳池）
  - 東淺川保健福祉中心（體育室、室內泳池）
  - 北野餘熱利用中心「溫暖會館」（室內泳池）
  - 各市民中心體育室
- 室外體育設施
  - 八王子市總合體育館 「ESFORTA體育館八王子」（運動廣場）
  - 富士森公園（市民球場（日语：八王子市民球場）、陸上競技場、網球場）
  - 椚田運動場（少年棒球場、少年足球場、網球場、門球場、慢跑跑道）
  - 上柚木公園（日语：上柚木公園）（陸上競技場（日语：上柚木公園陸上競技場）、棒球場（日语：上柚木公園野球場）、壘球場、網球場）
  - 滝が原運動場（棒球場（軟式）、壘球場、網球場、足球場兼自行車練習場）
  - 川町運動場（少年棒球場、少年足球場）
  - 大塚公園（日语：大塚公園 (八王子市)）（棒球場、網球場、室外泳池）
  - 北野公園、高倉公園（軟式棒球場）
  - 大平公園、久保山公園、內裏谷戶公園、別所公園、殿入中央公園、松木公園（網球場）
  - 陵南公園（室外泳池）
  - 戶吹運動公園（橄欖球兼足球場、網球場、滑板場、攀岩場、攀樹場、草園廣場）
- 其他
  - 淺川自行車道

### 會館、集會場
- 學園都市中心
- 新八王子市民會館（日语：八王子市民会館）「奧林巴斯會館八王子」
- 藝術文化會館（銀杏會館）（日语：八王子市芸術文化会館 いちょうホール）（いちょうホール）
- 南大澤文化會館
- 生涯學習中心（創意會館）（クリエイトホール）
- 陵南會館
- 長房接觸（ふれあい）館
- 公民館
  - 中央公民館
  - 南大澤公民館
  - 川口公民館
- 市民活動支援中心
  - 中心市街地活性化交流空間
- 市民中心
  - 大和田、長房、淺川、子安、由木中央、由井、北野、元八王子、由木東、中野、石川、恩方、台町、南大澤、川口、加住、橫山南
- 市民集會所
  - 橫山、恩方、川口、館、加住、由井、元八王子、北野、石川

## 經濟

### 產業

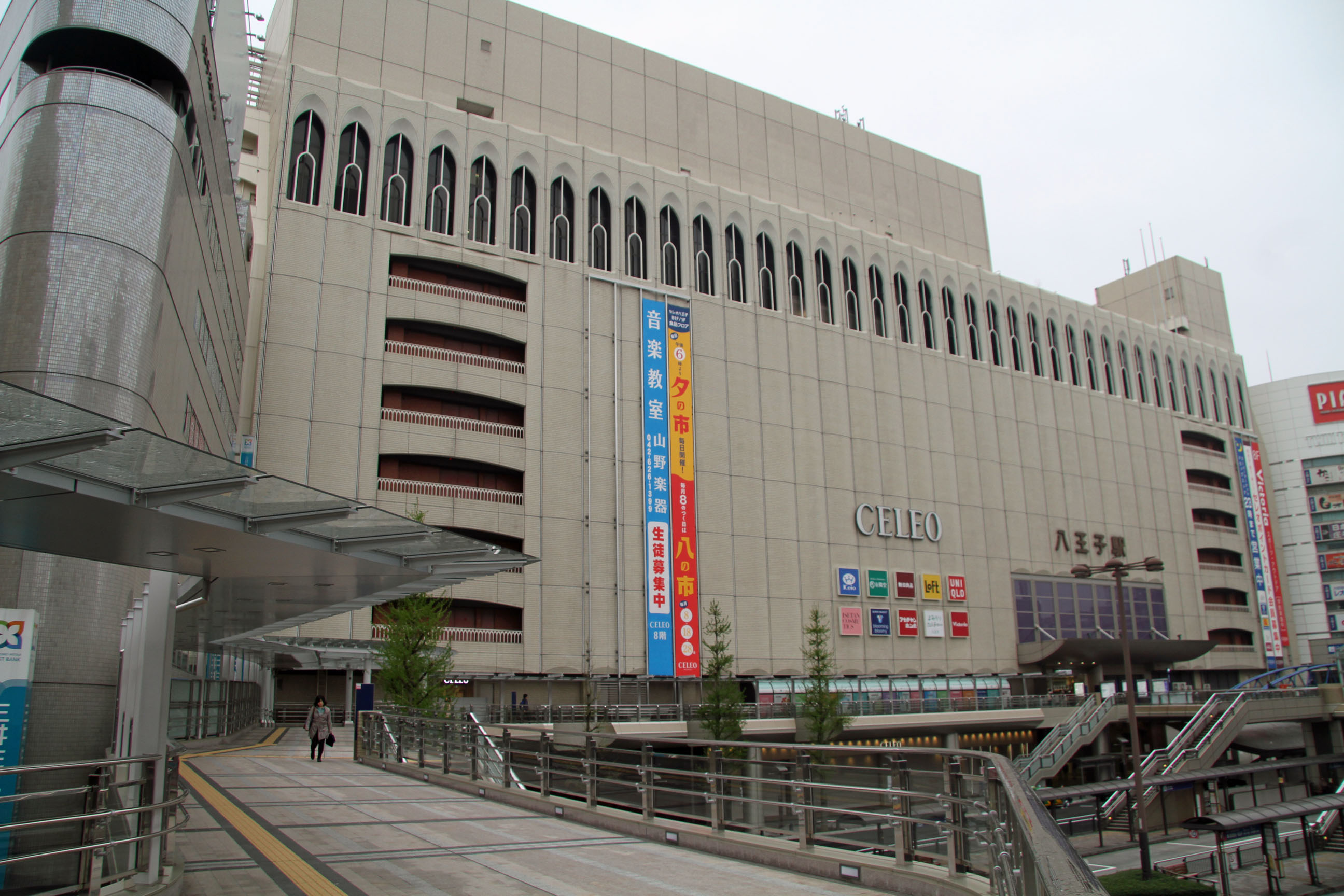
CELEO八王子 北館

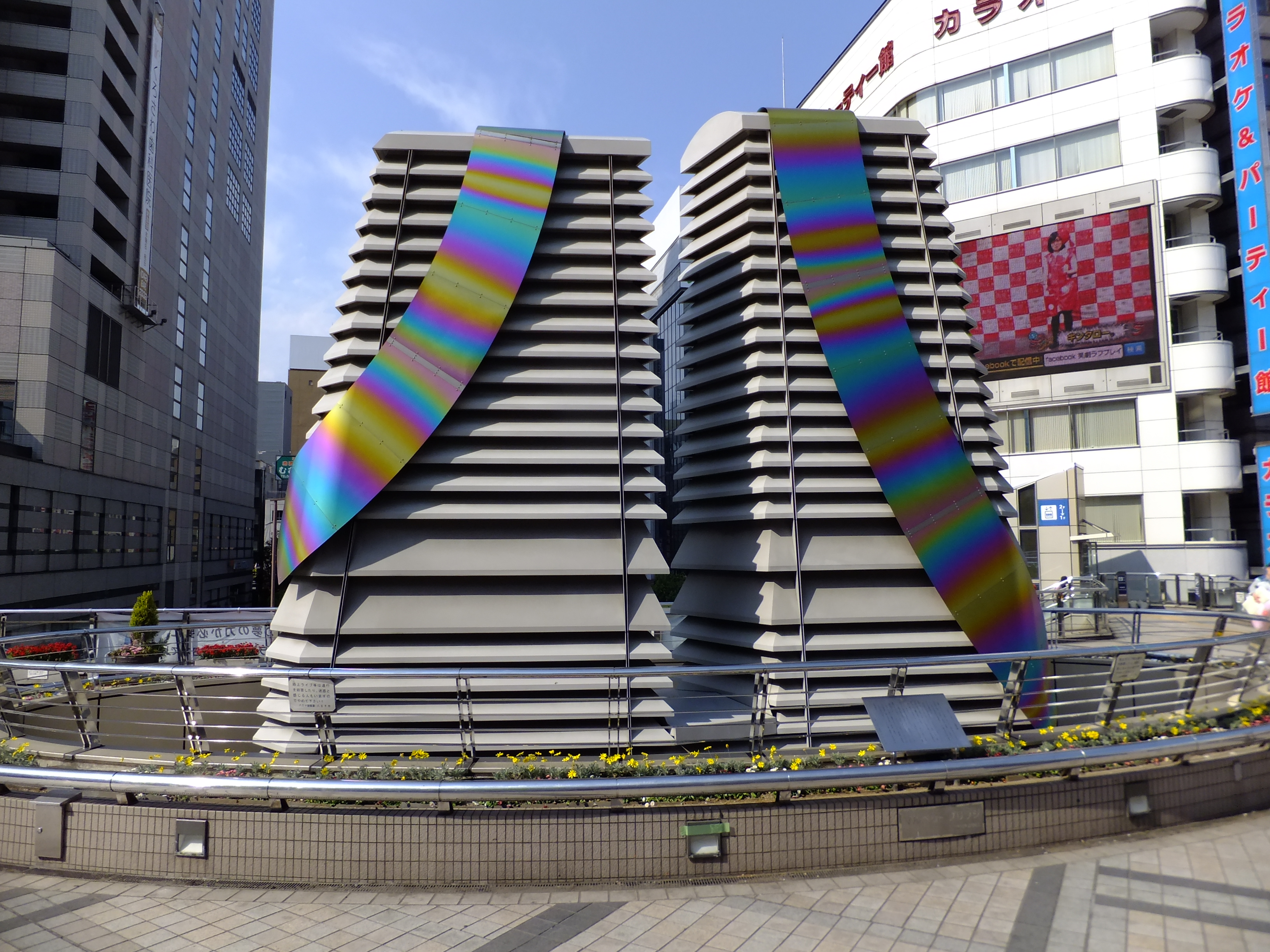
以過去主力產業「織物」為形象的紀念碑

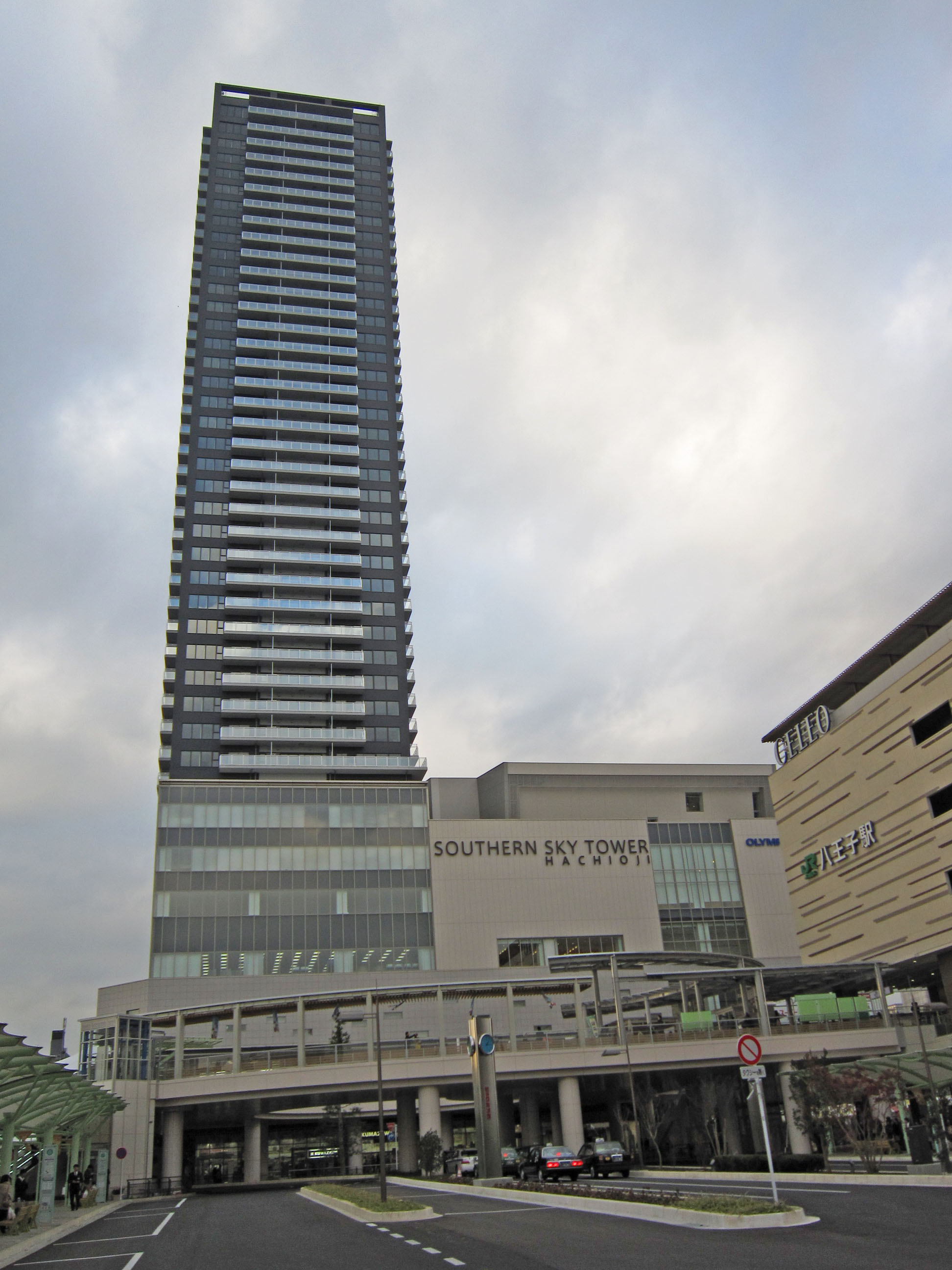
南方之星塔八王子

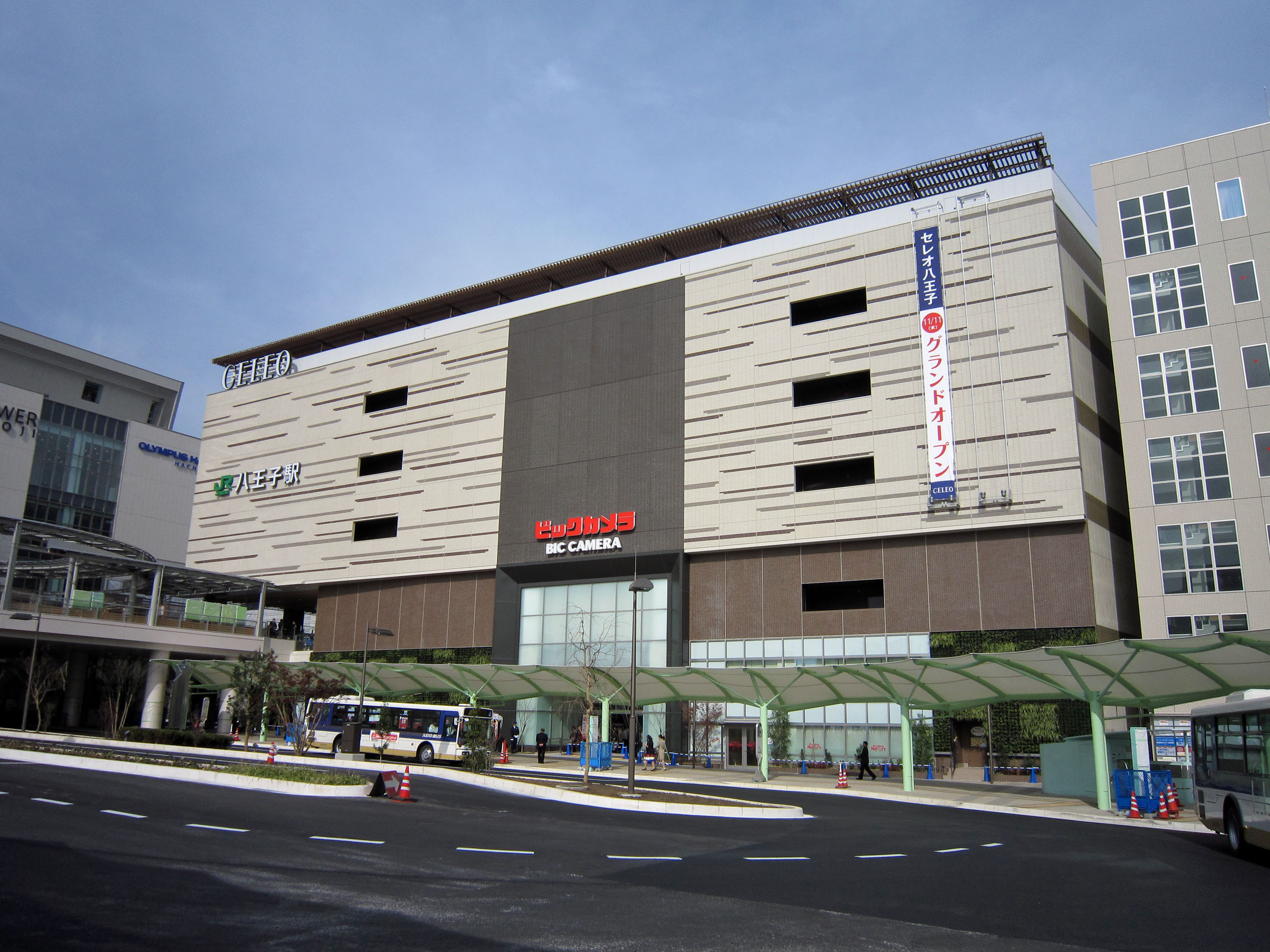
CELEO八王子 南館

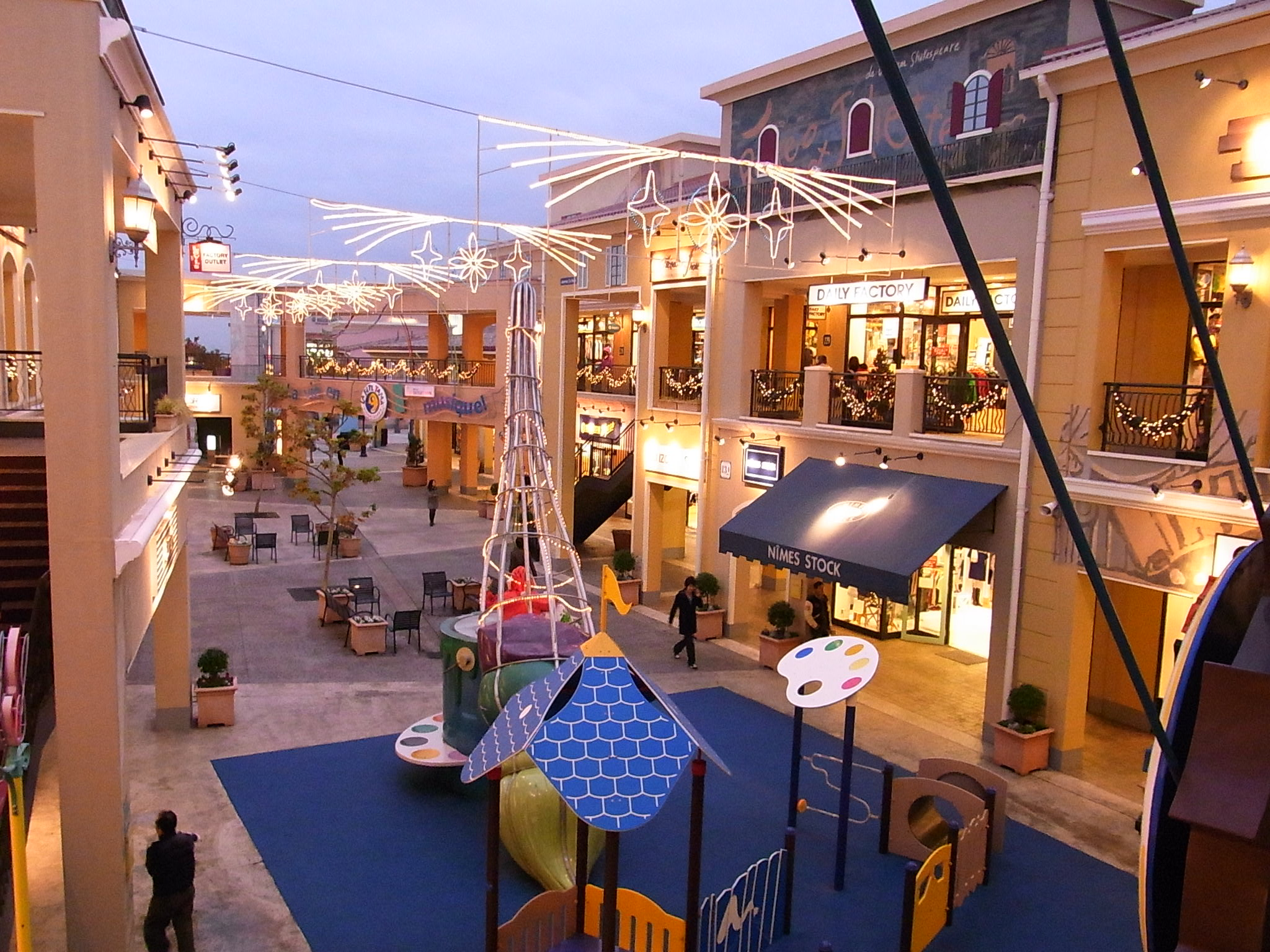
三井奧特萊斯購物城 多摩南大澤

第3級產業占全體產業活動的八成（平成12年國勢調査）。
北八王子工業團地有許多精密機器製造業入駐，另因交通便利，也是多間企業的物流據點。除了北八王子工業團地外，還有東淺川工業團地、狹間工業團地、八王子纖維工業團地、下恩方工業團地、美山工業團地、北野工業團地等工業區。
由於過去的歷史發展，市內也有許多絹織、針織品、染色等工廠。
市區方面，站前有JR東日本最大的車站大樓八王子站北口車站大樓（CELEO八王子北館）與京王八王子車站大樓（京王八王子購物中心）、友都八喜八王子店、唐吉訶德八王子站前店、大榮八王子店等大型商店。隨著大型零售店退出、中小型零售店陸續關閉，市郊外「三井暢貨園區 多摩南大澤」與「Green Walk多摩」等郊外大型購物中心陸續開設。因此人潮逐漸流向市外、近鄰鐵路車站（新宿站、立川站等）等。為了活化市中心，陸續完成八王子站北口再開發（八王子東急廣場）與八日町第2地區再開發（View Tower八王子）、八王子站南口再開發（南方之星塔八王子）與JR東日本八王子站南口車站大樓（CELEO八王子南館）。今後計畫在八王子站南口建造30層商業複合設施，以及進行旭町、明神町地區的再開發。

#### 主要產業
（列出產業別事業所數前五位。括號內為該產業占全產業比例。資料統計至2001年10月1日）
1. 批發零售業、餐飲業 7,681 (40.3%)
2. 服務業 5,648 (29.7%)
3. 製造業 1,947 (10.2%)
4. 建設業 1,905 (10.0%)
5. 不動產業 984 (5.2%)

#### 產業人口
（列出產業別就業人數前五位。括號內為該產業占全產業比例。資料統計至2001年10月1日）
1. 服務業 73,987 (34.9%)
2. 批發零售業、餐飲業 66,041 (31.2%)
3. 製造業 34,032 (16.1%)
4. 建設業 13,520 (6.4%)
5. 運輸通信業 10,680 (5.0%)

#### 農林漁業
2005農家戶數為1,435戶，呈現逐年減少的傾向。販售農家占全體約40%。八王子市農業協同組合（JA八王子）執行八王子市全域的農協業務。
東京都23戶養蠶農家中有10戶位在八王子市。
西部山地、丘陵地帶的農地為因應猴、山豬的破壞，由志願者進行驅除活動。2007年，道之驛八王子瀧山內開設農產品直銷所「農場瀧山」（ファーム滝山），成為推動地產地消的據點。
農業生產總值約27億日圓。細目如下：
1. 生乳 (15.2%)
2. 菠菜 (9.0%)
3. 小松菜 (7.8%)
4. 盆栽植物（花卉） (6.9%)
5. 蘿蔔 (6.1%)
6. 其他 (55.0%)

農地面積約957公頃（占全市面積約5.1%），細目如下：
1. 田 629公頃 (65.7%)
2. 樹園 245公頃 (25.6%)
3. 稻田 83公頃 (8.67%)

淺川上游（上恩方、西寺方町）有釣鱒場。

#### 工業
明治時代以後，此地纖維工業興盛，但自1960年代起逐漸衰退。2000年時，市內絹織針織品、染色業等纖維工業相關工廠有140所。
1970年代以後，陸續打造多處工業團地，電氣機械、精密機器製造業比重高，市內可見許多相關中小企業。
2000年工業事業所有1,714所，就業人數達26,391人，產品出貨額約7,892億日圓。

##### 工業事業所數
1. 電氣機械器具 339 (19.8%)
2. 一般機械器具 278 (16.2%)
3. 金屬製品 176 (10.3%)
4. 纖維工業 140 (8.2%)
5. 塑膠製品 127 (7.4%)

##### 就業人數
（単位：人）
1. 電氣機械器具 9,310 (35.3%)
2. 一般機械器具 4,646 (17.6%)
3. 食品 1,760 (6.7%)
4. 出版印刷相關 1,497 (5.7%)
5. 塑膠製品 1,490 (5.7%)

##### 產品出貨額
（単位：萬日圓）
1. 電氣機械器具 31,459,795 (39.9%)
2. 一般機械器具 19,468,689 (24.7%)
3. 化學工業 7,831,992 (9.9%)
4. 出版印刷相關 3,561,241 (4.5%)
5. 塑膠製品 2,436,606 (3.0%)

#### 主要企業

##### 量販店、商業設施
- 八王子站、京王八王子站周邊
  - 京王八王子購物中心（日语：京王八王子ショッピングセンター）（八王子廣場大樓）
    - 富士花園（日语：ニュー・クイック）（八王子東急廣場店）
    - Yuzawaya（日语：ユザワヤ）（八王子店）

  - CELEO八王子（日语：セレオ八王子）北館 （八王子站北口車站大樓）
    - 京王百貨店（日语：京王百貨店）（CELEO八王子店）
    - 成城石井（CELEO八王子北館店）
    - ISETAN MiRROR（CELEO八王子店）
    - 無印良品（CELEO八王子。附設「Cafe&MealMUJI CELEO八王子」）
    - 八王子Loft
    - アカチャンホンポ（日语：赤ちゃん本舗）（CELEO八王子店）
    - Victoria（日语：ゼビオ）（CELEO八王子店。附設戶外專門店「L-Breath」）
    - BørneLund（日语：ボーネルンド）（あそびのせかい CELEO八王子店）
    - 有隣堂（CELEO八王子店）
    - 讀賣文化中心（日语：読売文化センターユニオン）八王子
    - bloomingbloomy（日语：いなげや）（CELEO八王子店）

  - CELEO八王子（日语：セレオ八王子）南館（八王子站南口車站大樓）
    - 必酷（日语：ビックカメラ）（JR八王子站店）
    - Sofmap（八王子店）

  - 南方之星塔八王子（日语：サザンスカイタワー八王子）
    - SUPER ALPS（日语：スーパーアルプス）（八王子站南口店）

  - 京王八王子購物中心（日语：京王八王子ショッピングセンター）（K-8、京王八王子車站大樓）
    - 京王Atman（日语：京王アートマン）（京王八王子店）
    - 淘兒唱片（八王子店）
    - GU（京王八王子店）
    - 島村樂器（日语：島村楽器）（八王子店）

  - 友都八喜（八王子店）
  - 大榮（日语：ダイエー）（八王子店）
  - ROUND1（日语：ラウンドワン）（八王子店）

- 南大澤站、京王堀之內周邊
  - 三井暢貨園區 多摩南大澤（日语：三井アウトレットパーク 多摩南大沢）（三井奧特萊斯購物城）
  - frente南大澤（日语：フレンテ南大沢）、frente新館
    - 東京MEATREA（日语：東京ミートレア）（2009年12月開店、frente新館）南夢宮營運的日本第一間肉料理主題園區

  - fab南大澤
    - TOHO影城（日语：TOHOシネマズ）南大澤

  - PAORE（パオレ）
  - Forest Mall南大澤（フォレストモール南大沢）
  - Green Walk多摩（日语：ぐりーんうぉーく多摩）
    - 山田電機（八王子別所店）
    - 宜得利（多摩新市鎮店）
    - KOHNAN（日语：コーナン）（Green Walk多摩店）
    - SPORTS DEPO（日语：スポーツDEPO）（Green Walk多摩店）

  - VIA長池（日语：ビア長池）本館、VIA長池新館
    - 三和（日语：三和）（堀之內店、VIA長池本館）
    - ノジマ（堀之內店、VIA長池本館）
    - Mr Max（日语：ミスターマックス）（京王堀之內店、VIA長池新館）

  - PC DEPOT Corporation（日语：ピーシーデポコーポレーション）（多摩新市鎮店）
  - 九州屋（日语：九州屋）（本社）

- 八王子南野站周邊
  - MIO南野
    - 三和（八王子南野店）
    - Bookoff（日语：ブックオフコーポレーション）SUPER BAZAAR八王子南野

  - HOMAC（日语：ホーマック）SUPER DEPOT八王子南野店
  - ACROSS MALL（アクロスモール）八王子南野
    - 野島（八王子南野店）

  - Frespo（日语：フレスポ）八王子南野

- 八王子IC周邊
  - 村內Furniture Access（日语：村内ファニチャーアクセス）（本社、本店）
  - 宜得利（八王子店）
  - 道之驛八王子瀧山（日语：道の駅八王子滝山） - 東京都內第一處道之驛

##### 製造業
- 北八王子工業團地（日语：北八王子工業団地）
  - 安捷倫科技（日本本社）
  - 奧林巴斯（八王子事業所）
  - 卡西歐（八王子研究所）
  - 柯尼卡美能達（東京八王子站）
  - 三省堂印刷（本社、工場）
  - JVC建伍（八王子事業所）
  - 東京精密（日语：東京精密）（本社、八王子工場）
  - Sanritsu（日语：サンリツ）（八王子事業所）
  - 日本分光（日语：日本分光）（本社）
  - 日本安麗（八王子流通中心）
  - NIRECO（ニレコ）（本社）

- 東淺川工業團地、狹間工業團地
  - OYALOX（オーヤラックス）（東京工場）
  - 佐久間製菓（日语：佐久間製菓）（八王子工場）
  - 佐藤製藥（日语：佐藤製薬）（八王子工場）
  - 蛇之目縫紉機工業（日语：蛇の目ミシン工業）（本社）
  - ThreeBond（日语：スリーボンド）（本社）
  - ZONNEBODO製藥（ゾンネボード製薬）
  - FUJITA製藥（フジタ製薬）（東京工場）
  - LAPIS半導體（日语：ラピスセミコンダクタ）（本社）
  - NeoPhotonics半導體（美國NeoPhotonics日本分公司、研究開發據點）

- 北野工業團地
  - 東京特殊車體（日语：東京特殊車体）
  - 日本水産（日语：日本水產）（八王子總合工場）

- 戶吹北地區
  - 凸版資訊（日语：トッパンフォームズ）（中央研究所、瀧山工場）
  - 內野製作所（本社）
  - 日清食品（"the WAVE"。集團研究開發據點）

- 其他地區
  - 日本SafeNet株式會社（日本セーフネット株式会社）（八王子辦公室）
  - 第一化成（本社）
  - 第一精工（日语：第一精工）（八王子技術中心）
  - TAKIGEN（日语：タキゲン製造）（八王子支店）
  - 多摩電子（多摩エレクトロニクス）（本社）
  - 中央電子（日语：中央電子）（本社）
  - 豐田汽車（東京設計研究所。設計研究開發、豐田東京自動車大學校（日语：トヨタ東京自動車大学校））
  - 日本機械工業（日语：日本機械工業）（本社工場、東京營業所）
  - 日本惠普（八王子事業所）
  - 日本Brake（日本ブレーキ）（本社、研究開発本部）
  - HOYA（八王子工場）
  - 山櫻（日语：山櫻）（八王子之森工場）
  - 津川洋行（日语：津川洋行）（本社）
  - 大島椿本舗（南野工場、高尾工場）
  - 日本水產（東京創新中心）
  - 菊池製作所（本社）
  - 索尼奧林巴斯醫療解決方案株式會社（本社）
  - 榮太樓總本鋪（日语：榮太樓總本鋪）（工場）
  - 環境管理中心（日语：環境管理センター）（本社）
  - 都築電氣（日语：都築電気）（生產中心、技術服務中心、八王子物流中心）
  - 日野貿易（日语：日野トレーディング）（本社）
  - 北歐東京（日语：北欧トーキョー）（東京工場）

##### 物流據點
- 東日本旅客鐵道（JR東日本）（八王子支社）
- 日本貨物鐵道（JR貨物）（八王子總合鐵道部）
- 中日本高速道路（NEXCO中日本）（八王子支社、八王子保全、服務中心）
- 日本郵便（八王子郵便局、八王子西郵便局、八王子南郵便局）
- 花王物流（八王子中心）
- 日本安麗（八王子流通中心）
- 日本通運（八王子支店八王子流通中心）
- 佐川急便（日语：佐川急便）（八王子店）
- 西濃運輸（日语：西濃運輸）（八王子支店）
- 福山通運（日语：福山通運）（八王子支店）
- 日本圖書輸送（八王子營業所）
- 中央養樂多物流（東京營業所）
- 日本OIL TERMINAL（日语：日本オイルターミナル）（八王子營業所）
- 八王子總合批發中心（日语：八王子総合卸売センター）
- 八王子魚市場地方批發市場
- 八王子生花地方批發市場
- Hutech norin（日语：ヒューテックノオリン）（東京支店）
- 日水物流（八王子物流中心）
- 佐藤製藥（日语：佐藤製薬）（東京第2流通中心）

##### 金融
- 瑞穗銀行 八王子支店
  - 富士銀行 八王子支店、高尾支店、八王子南口出張所、南大澤出張所、長房出張所、片倉台出張所
  - 第一勸業銀行 八王子支店
- 三菱東京UFJ銀行 八王子支店、八王子中央支店
  - 東京三菱銀行 八王子支店
    - 三菱銀行 八王子支店

  - UFJ銀行 八王子支店
    - 三和銀行 八王子支店
    - 東海銀行 八王子支店
- 三井住友銀行 八王子支店、北野支店、高尾出張所、南野出張所
  - 櫻花銀行 八王子支店
    - 三井銀行 八王子支店

  - 住友銀行 八王子支店、北野支店、高尾出張所、西八王子出張所、目白台出張所
    - 平和相互銀行（日语：平和相互銀行） 高尾支店
- 里索那銀行 八王子支店
  - 朝日銀行 八王子支店
    - 埼玉銀行（日语：埼玉銀行） 八王子支店
    - 協和銀行（日语：協和銀行） 八王子支店
- 東京都民銀行（日语：東京都民銀行） 八王子支店、西八王子支店、堀之内支店
- 八千代銀行（日语：八千代銀行） 八王子支店
  - 國民銀行（日语：国民銀行） 八王子支店
- 東日本銀行（日语：東日本銀行） 八王子支店、北野支店
- 山梨中央銀行 八王子支店、目白台支店、南野城市支店
- 群馬銀行 八王子支店
- 八十二銀行（日语：八十二銀行） 八王子支店
- 新生銀行 八王子支店
- 瑞穗信託銀行 八王子支店
  - 安田信託銀行（日语：安田信託銀行） 八王子支店
- 三井住友信託銀行 八王子支店、八王子駅前支店
  - 住友信託銀行 八王子站前支店
  - 中央三井信託銀行（日语：中央三井信託銀行） 八王子支店
    - 中央信託銀行（日语：中央信託銀行） 八王子支店、高尾支店
- 郵貯銀行 八王子店（日语：八王子駅前郵便局）
- 多摩信用金庫（日语：多摩信用金庫） 八王子站前支店、京王八王子支店、八王子中央支店、八木町支店、中野支店、中野山王支店、西八王子支店、散田支店、目白台支店、片倉支店、高尾支店、四谷支店、恩方支店、大和田支店、高倉支店、宇津木支店、宇津木台出張所
  - 八王子信用金庫（日语：八王子信用金庫） 本支店
- 青梅信用金庫（日语：青梅信用金庫） 八王子支店、八王子市役所前支店、恩方支店
- 西武信用金庫（日语：西武信用金庫） 北野支店、楢原支店、八王子支店
- 大東京信用組合（日语：大東京信用組合） 多摩營業本部八王子營業部、西八支店
  - 振興信用組合（日语：振興信用組合）本部
- 中央勞動金庫（日语：中央労働金庫） 八王子支店
- 日本政策金融公庫（日语：日本政策金融公庫） 八王子支店
- 八王子市農業協同組合（日语：八王子市農業協同組合）（JA八王子） 本店、大和田支店、元八王子支店、片倉支店、橫山支店、川口支店、楢原支店、恩美支店、加住支店、淺川支店、由木支店、大塚支店

##### 其他
- 東京電力（多摩支店、八王子支社、八王子工務所）
- NTT東日本（日语：東日本電信電話）（新明神大樓‐費率查詢接待中心、八日町大樓‐區域營業部門、元橫山局、恩方局、淺川局、片倉局、明神局、由木局）
- 東京瓦斯（東京顧客中心）
- 魚力（日语：魚力）（八王子事業中心）
- ULAI（うかい）（本社）
- JR東京西車站大樓開發（日语：JR東京西駅ビル開発）（本社）
- MS&AD事務服務（本社）

## 健康、福祉、育兒、衛生
2007年9月底為止的市民平均年齡為42.32歲。高齡人口99,431人，占總人口比率約18.42%。

### 健康、福祉、育兒設施
- 都立
  - 八王子授產場
  - 八王子兒童相談所
  - 八王子少年中心
  - 甲之原少年心理相談中心
  - 八王子生活實習所
  - 八王子福祉作業所
  - 八王子福祉園
- 市立
  - 八王子市保健所
  - 兒童、障礙醫療中心
    - 島田療育中心八王子

  - 保健中心
  - 大橫福祉中心
  - 東淺川保健福祉中心
  - 南大澤保健福祉中心
  - 地域兒童家庭支援中心
    - 南野、元八王子、南大澤、館、石川

  - 包括介護支援中心

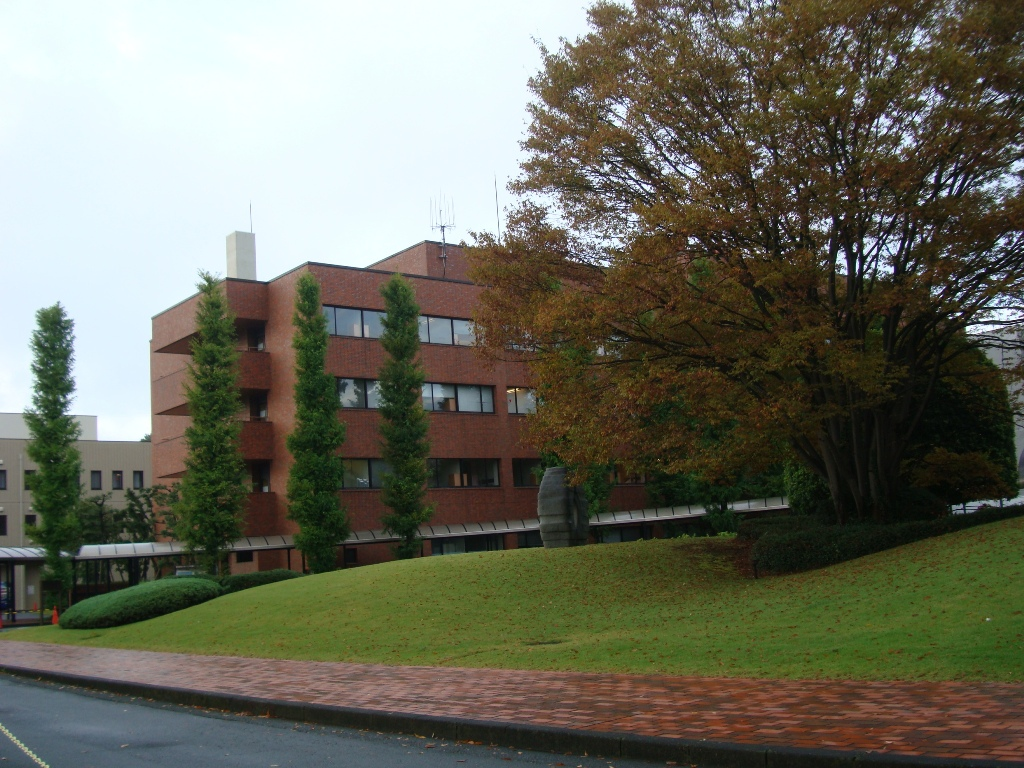
東京醫科大學八王子醫療中心

    - 悠悠（大和田町）、高尾、左入、中野、南大澤、目白（目白台）、長沼、川口、元八王子、片倉、堀之內、長房

### 中核醫院
- 東京醫科大學八王子醫療中心（日语：東京医科大学八王子医療センター）
- 東海大學醫學部附屬八王子醫院（日语：東海大学医学部付属八王子病院）

### 清掃、衛生設施
- 戶吹清潔中心
  - 戶吹清掃事業所
  - 戶吹清掃工場
  - 戶吹不燃物處理中心
  - 戶吹塑膠資源化中心
- 館清掃事業所
- 北野衛生事業所
- 北野清掃工場
- 北野衛生處理中心
- 北野下水處理場
- 南大澤清掃事業所
- 多摩新市鎮環境組合多摩清掃工場（多摩市）

## 教育
1960年代後半起，大學陸續遷入本市，成為日本國內知名的學園都市。市內目前有23所大學、短期大學、高等專門學校。
依據小泉內閣所提出的構造改革特別區域構想，本市於2003年4月21日規劃為「不登校兒童、學生體驗型學校特區」，2004年4月小中一貫校東京都八王子市立高尾山學園開校。2005年11月22日再被規劃為「資訊產業人材育成特區」，2006年7月株式會社立數位好萊塢大學八王子制作工作室開校。2004年4月起，市立小學校、中學校導入學校選擇制度。

### 小學校
2007年4月，八王子市共有70所小學校。

### 小學校、中學校一貫校
- 市立
  - 高尾山学園（日语：八王子市立高尾山学園）－不登校兒童、學生小中一貫校。
  - 南野小中學校－2009年開校。
  - 加住小中学校－2010年開校。

### 中學校
市立第五中學校針對未修完義務教育的都內居民、工作者開設夜校。
- 市立（37校）

- 第一中學校
- 第二中學校（日语：八王子市立第二中学校）
- 第三中學校
- 第四中學校
- 第五中學校
- 第六中學校
- 第七中學校（日语：八王子市立第七中学校）
- 鵯山中學校
- 甲之原中學校
- 石川中學校

- 橫山中學校
- 長房中學校
- 館中學校
- 椚田中學校
- 元八王子中學校（日语：八王子市立元八王子中学校）
- 四谷中學校
- 橫川中學校
- 城山中學校
- 恩方中學校
- 川口中學校

- 楢原中學校（日语：八王子市立楢原中学校）
- 加住中學校
- 由井中學校
- 打越中學校
- 南野中學校
- 七國中學校（日语：八王子市立七国中学校）
- 浅川中学校
- 陵南中學校（日语：八王子市立陵南中学校）
- 由木中学校
- 松谷中學校（日语：八王子市立松が谷中学校）

- 中山中學校
- 南大澤中學校
- 宮上中學校（日语：八王子市立宮上中学校）
- 別所中學校
- 上柚木中學校（日语：八王子市立上柚木中学校）
- 松木中學校
- 鑓水中學校

- 私立
  - 高校附設中學校請參照高校章節。

### 高校
- 都立
  - 南多摩高等學校（日语：東京都立南多摩高等学校）（1908年5月-≪東京府立第四高等女學校≫）
  - 富士森高等學校（日语：東京都立富士森高等学校）（1941年4月-≪東京府八王子市立高等女學校≫）
  - 片倉高等學校（日语：東京都立片倉高等学校）（1972年4月-）
  - 八王子東高等學校（1976年4月-）
  - 八王子北高等學校（日语：東京都立八王子北高等学校）（1978年4月-）
  - 松谷高等學校（日语：東京都立松が谷高等學校）（1981年4月-）
  - 翔陽高等學校（日语：東京都立翔陽高等学校）（2005年4月-）
  - 八王子桑志高等學校（日语：東京都立八王子桑志高等学校）（2007年4月-）
  - 八王子拓真高等學校（日语：東京都立八王子拓真高等学校）（2007年4月-）
  - 南多摩中等教育學校（日语：東京都立南多摩中等教育学校）（2010年4月-）
- 私立
  - 八王子實踐中學校、高等學校（日语：八王子実践中学校・高等学校）（1926年4月-≪八王子和洋裁縫女學院≫）
  - 八王子學園八王子高等學校、中學校（日语：八王子学園八王子高等学校・中学校）（1928年4月-≪多摩勤勞中學≫）
  - 工學院大學附屬中學校、高等學校（日语：工学院大学附属中学校・高等学校）（1944年4月-≪工学院工業學校≫）
  - 帝京大學中學校高等學校（日语：帝京大学中学校高等学校）（1959年4月-≪帝京商工高等學校≫）
  - 東京純心女子中學校、高等學校（日语：東京純心女子中学校・高等学校）（1964年4月-）
  - 共立女子第二中學校、高等學校（日语：共立女子第二中学校・高等学校）（1970年4月-）
  - 聖保羅學園高等學校（日语：聖パウロ学園高等学校）（1972年4月-）
  - 帝京八王子中學校、高等學校（日语：帝京八王子中学校・高等学校）（1979年4月-）
  - 明治大學附屬中野八王子中學校、高等學校（日语：明治大学付属中野八王子中学校・高等学校）（1984年4月-）
  - 穎明館中學、高等學校（日语：穎明館中学・高等学校）（1985年4月-）

### 高等專門學校
- 國立
  - 東京工業高等專門學校（1965年4月）

### 短期大學
- 帝京大學短期大學（1965年4月-）－跨多摩市。
- 共立女子短期大學（1979年4月-）
- 創價女子短期大學（1985年4月-）
- 山野美容藝術短期大學（1992年4月-）
- 校地使用於一般授課以外的短期大學
  - 戶板女子短期大學八王子實習農園（2004年4月-）
  - 戶板女子短期大學八王子校區（操場、草場，社團、同好會學生使用）

### 大學

#### 公立大學
- 首都大學東京南大澤校區（2004年4月-）

#### 私立大學
- 工學院大學八王子校區（1963年4月-）、犬目校區（2004年4月-）
- 明星大學日野校區（1964年4月-）－跨日野市。
- 帝京大學八王子校區（1966年4月-）－跨多摩市。
- 東京造形大學（1966年4月-）－1993年4月移至現址
- 東京純心女子大學（1967年4月-）
- 杏林大學八王子校區（1970年4月-2016年3月，2016年4月起全部遷至三鷹市）
- 多摩美術大學八王子校區（1971年4月-）
- 創價大學（1971年4月-）
- 東京藥科大學（1976年4月-）
- 拓殖大學八王子校區（1977年4月-）
- 中央大學多摩校區（1978年4月-）
- 日本文化大學（1978年4月-）
- 東京工科大學八王子校區（1986年4月-）－WIDE八王子NOC(Network Operation Center)中繼中心(WNOC-HAC)。
- 數位好萊塢大學（日语：デジタルハリウッド大学）八王子校區（制作工作室）
- 山崎學園大學南大澤校區（2010年4月-）
- 星槎大學高尾校區（2010年-）
- 多摩大學大學院（日语：多摩大学）八王子衛星校（2011年4月-）-

- 校地使用於一般授課以外的短期大學
  - 共立女子大學八王子校區（1979年4月-）
  - 東京農工大學農學部附屬廣域都市圈、野外科學教育研究中心、田野博物館多摩丘陵
  - 文化學園大學「文化、時裝紡織品研究所」（2013年5月-）

### 特別支援學校
- 都立
  - 八王子特別支援學校（日语：東京都立八王子特別支援学校）
  - 八王子東特別支援學校
  - 南大澤學園特別支援學校（日语：東京都立南大沢学園特別支援学校）
  - 八王子盲學校

### 專修學校
- 市立
  - 八王子市立看護專門學校
- 私立
  - 東京高尾看護專門學校
  - 豐田東京自動車大學校
  - 日本工學院八王子專門學校（日语：日本工学院八王子専門学校）
  - 萠愛調理師專門學校
  - 阿波羅美容理容專門學校
  - 國際電子會計專門學校
  - 八王子營養專門學校
  - 大竹高等專修學校

### 學校教育以外的設施
- 史賓內利宮藝術修復學院東京校、L'AMBIENTE修復藝術學院
- 八王子中央自動車學校
- 飛鳥駕駛學院八王子
- 朝鮮總聯中央學院（日语：朝鮮総聯中央学院）[30]。

## 观光

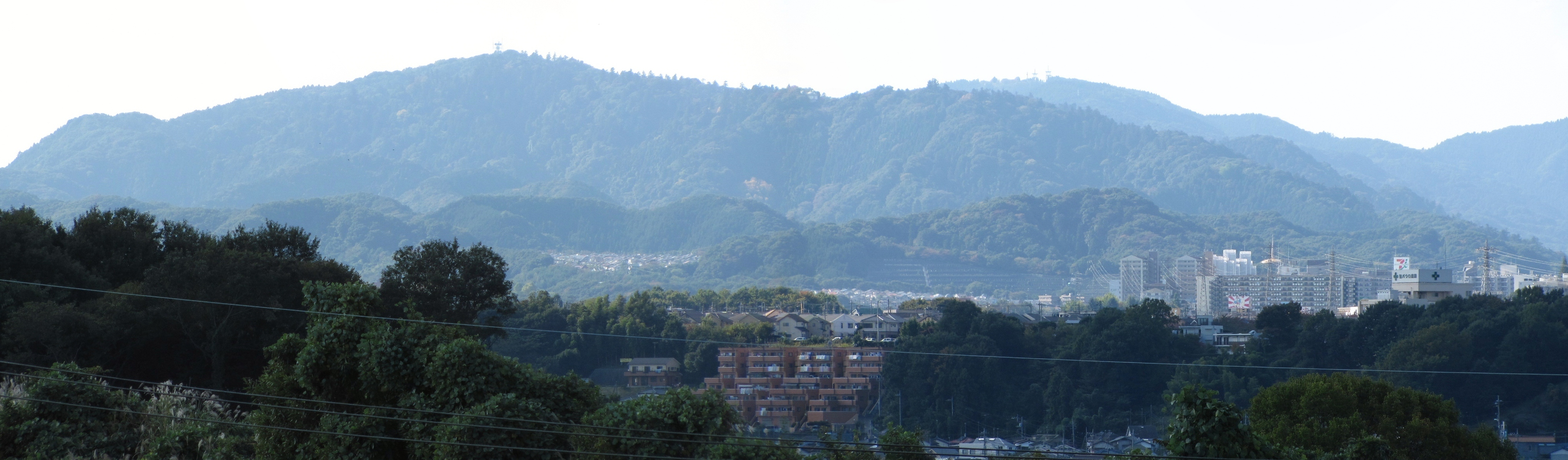
高尾山

### 自然

#### 高尾山、陣馬山與其周邊
- 高尾山、陣馬山－高尾山有東海自然步道、關東接觸之道（日语：関東ふれあいの道）、奧高尾縱走路（日语：奥高尾縦走路）等登山路線。周邊指定為明治之森高尾國定公園、東京都立高尾陣場自然公園（日语：東京都立高尾陣場自然公園）。此外，高尾山是高尾山藥王院寺域。
- 高尾梅郷－裏高尾町。舊甲州街道沿線約4.5公里區間，關所梅林、天神梅林、湯之花梅林、木下澤梅林、小佛川旁步道在內約有10,000顆梅樹。開花期為3月。
- 淺川國際鱒釣場－裏高尾町。
- 多摩森林科學園－廿里町。園內的櫻花樹保存林保留了日本各地的櫻花樹遺傳子，約種植1,700顆櫻花樹。開花期為2月～5月。
- 夕燒小燒交流之鄉（日语：夕やけ小やけふれあいの里）－因中村雨紅（日语：中村雨紅）作詞的童謠「夕燒小燒」而得名的農村體驗型休閒設施。並展有攝影師前田真三作品。

#### 公園
- 東京都立公園
  - 小宮公園（日语：小宮公園）－位於大谷町、曉町的加住丘陵。保存管理萌生的里山。
  - 瀧山公園－位於高月町。瀧山城（日语：滝山城）跡周邊。
  - 長沼公園（日语：長沼公園）－位於長沼町。長沼站步行5分。由志工管理里山。
  - 平山城址公園（日语：平山城址公園）－位於堀之內。平山城 (東京都)（日语：平山城）跡周邊。平山城址位於日野市內。
  - 陵南公園（日语：陵南公園）－位於高尾站與西八王子站中間淺川沿岸的長房町、東淺川町。高尾站步行20分。設有棒球場、兒童遊樂場。
- 長池公園（日语：長池公園）－位於別所（日语：別所 (八王子市)）。有長池見附橋。

### 歷史、文化
- 高尾山藥王院－高尾町。真言宗智山派大本山之一。
- 信松院（日语：信松院）－台町。武田信玄之女信松尼信松尼（日语：松姬）在武田氏滅亡後出家的寺院。
- 廣園寺（日语：広園寺）（こうおんじ）－山田町。臨濟宗古刹。正式名稱為「臨濟宗南禪寺派兜卒山傳法院」。室町時代初期創建。全寺為東京都史蹟（日语：東京都指定文化財一覧）。總門、山門、佛殿、鐘樓為東京都指定文化財一覧]。
- 本立寺（日语：本立寺 (八王子市)）－上野町。1566年開創。寺內有原胤敦（日语：原胤敦）與三田村鳶魚（日语：三田村鳶魚）之墓。
- 真覺寺（日语：真覚寺 (八王子市)）－散田町。藥師如來倚像為八王子市有形文化財。江戶時代以蟾蜍的「蛙合戰」聞名。
- 高樂寺（日语：高楽寺）－狭間町。真言宗智山派寺院。1533年創建，洞窟內的石佛群為八王子市史蹟。此外也以枝垂櫻聞名。
- 少林寺（日语：少林寺 (八王子市)）－瀧山城（日语：滝山城）主北條氏照於1570年開基。

#### 史蹟、城跡
- 片倉城（日语：片倉城）跡－片倉町。保留空堀、土壘等。東京都指定史跡。
- 瀧山城（日语：滝山城）跡－高月町。大石定重（日语：大石氏）築城。後為北條氏照居城。保存良好。為東京都立瀧山自然公園一部分。國家指定史蹟。
- 高月城（日语：高月城）跡－高月町。
- 八王子城跡－元八王子町。北條氏照居城，關東首屈一指的山城。國家指定史蹟。日本100名城[31]。
- 初澤城（日语：初沢城）跡－初澤町。東京都指定史跡。
- 淨福寺城（日语：浄福寺城）跡－下恩方町。
- 小田野城（日语：小田野城）跡－西寺方町。國家指定史蹟。
- 大久保長安陣屋跡－小門町。八王子代官陣屋、關東十八代官陣屋、八王子十八代官陣屋。產千代稻荷神社內。
- 小佛關所（日语：小仏関所）跡－裏高尾町。舊甲州街道關所。
- 絹之道（文化廳選定「歷史之道百選」）－鑓水。明治時代運送生絲至橫濱的道路。設有「八王子市絹之道資料館」。
- 武藏陵墓地－長房町。大正天皇、貞明皇后陵墓多摩陵、多摩東陵，隣接昭和天皇、香淳皇后的武藏野陵、武蔵野東陵。
- 淺川地下壕（陸軍淺川倉庫）－初澤町、高尾町。第二次世界大戰中挖掘的地下壕。曾生產中島飛行機製作所的飛機引擎。

#### 其他、名產、休閒
- 童謠『夕燒小燒』－恩方地區出身的中村雨紅（日语：中村雨紅）作詞。有歌碑、「夕燒小燒」巴士站。上恩方町設有農村體驗設施「八王子市夕燒小燒交流之鄉」。
- 八王子車人形（日语：八王子車人形）－可追溯至文久年間。現在是第五代西川古柳座。為東京都指定無形文化財（藝能）與文化廳選擇無形民俗文化財。
- 花街－東京花街（日语：東京の花街）中23區外唯一現存（八王子市中町周邊）
- 多摩織（日语：多摩織）－經濟產業大臣指定傳統的工藝品（日语：経済産業大臣指定伝統的工芸品）
- 多摩結城－東京都無形文化財指定（日语：東京都指定文化財一覧）的八王子織物。
- 多摩啤酒－地方啤酒
- 八王子拉麵（日语：八王子ラーメン）－使用「碎洋蔥」為其特色。
- 山藥蕎麥麵（高尾山參道）
- 菓子：高尾仙貝、陣馬仙貝、松姬最中、葵千人、都饅頭
- 清酒：桑乃都、日出山
- 道之驛王子瀧山（日语：道の駅八王子滝山）－東京都內第一個道之驛
- 三井暢貨園區 多摩南大澤（日语：三井アウトレットパーク 多摩南大沢）－暢貨中心
- TOHO CINEMAS（日语：TOHOシネマズ）南大澤
- 新八王子電影院（日语：ニュー八王子シネマ）（橫山町）
- ROUND1（日语：ラウンドワン）八王子店（萬町）
- SAP日野保齡球館（石川町）
- 高尾Starlanes（東淺川町）
- 戶吹運動公園（日本最大的公設滑板滑板公園）
- 戶吹悠遊館
- 八王子溫泉
  - 八王子溫泉多摩之湯
  - 八王子鹽釜溫泉觀音之湯
- 高爾夫球場
  - 相武鄉村倶樂部（八王子市大船町）
  - 八王子鄉村倶樂部（八王子市川口町）
  - ＧＭＧ八王子高爾夫球場（八王子市川口町）
  - 武藏野高爾夫倶樂部（八王子市宮下町）
- 八王子乘馬倶樂部（八王子市丹木町）
  - 恩方stable（八王子市恩方町）

### 活動
- 「高尾山迎光祭」－元旦。高尾山藥王院。

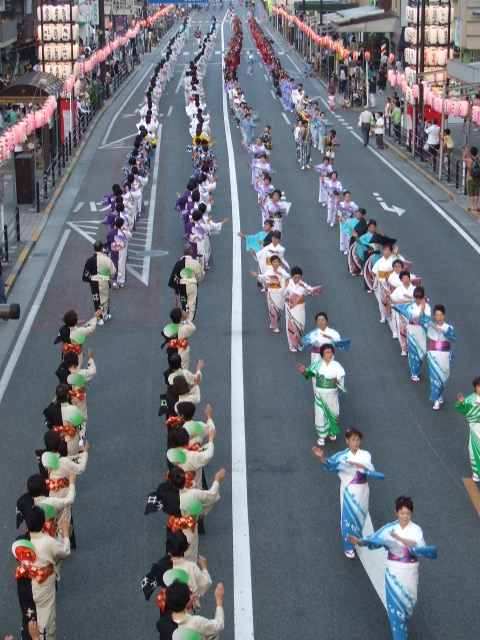
八王子祭

- 「八王子八福神之旅」－元旦〜1月10日。毘沙門堂（毘沙門天）、成田山傳法院（惠比壽）、金剛寺（壽老人・福祿壽）、信松院（日语：信松院）（布袋）、善龍寺（日语：善龍寺）（走大黑天）、了法寺（日语：了法寺）（新護辯財天）[32]、吉祥院（吉祥天）
- 「高尾山節分會」－2月3日。高尾山藥王院本堂。知名力士參與。
- 「全關東八王子夢街道驛傳」－2月禮拜日。JR八王子站→甲州街道→JR西八王子站→京王線狹間站→京王線目白台站→散田架道橋（折返）
- 「高尾山大火渡祭」－ 3月第2個禮拜日。高尾山藥王院祈禱殿前廣場。
- 「高尾梅鄉梅祭」－3月中旬週六和週日。
- 「高尾山若葉祭」－ 4月上旬〜5月下旬。
- 「高尾山春季大祭」－4月第3日曜日。不動院〜高尾山藥王院。有稚兒遊行等活動。
- 「高尾山Via Mount」－夏季。在高尾山觀賞八王子〜東京都心的夜景。
- 「八王子祭（日语：八王子まつり）」－8月上旬。為期3日。關東重要的山車祭。平成18年來客數達55萬人。
- 「八王子花火大會」－7月下旬或8月上旬。會場於八王子市民球場。
- 「生姜祭」（しょうがまつり）－9月第一個禮拜五、六。永福稻荷神社。
- 「高尾山紅葉祭」－10月上旬〜11月下旬。
- 「唐辛子地藏大祭」－10月24日。禪東院。
- 「酉之市（日语：酉の市）（大鳥祭）」－11月酉之日。大鳥神社與市守神社。
- 「八王子銀杏祭（日语：八王子いちょう祭り）」－11月下旬。市民手工品祭。會場於甲州街道、追分町〜JR高尾站入口〜小佛關所跡。有「關所野外定向」與老爺車遊行等活動。
- 「卡薩多國際大提琴大賽 in 八王子」－11月〜12月。加斯帕尔·卡萨多（Gaspar Cassadó）之妻原智惠子（日语：原智恵子）主辦。
- 「8ROCK Fes.07」－2007年10月7日～8日。日本工學院八王子專門學校演唱會活動科主辦的音樂活動。

## 交通
八王子市可透過鐵道與路線巴士來往鄰近自治體，但與檜原村之間僅有登山道連結。

### 鐵路

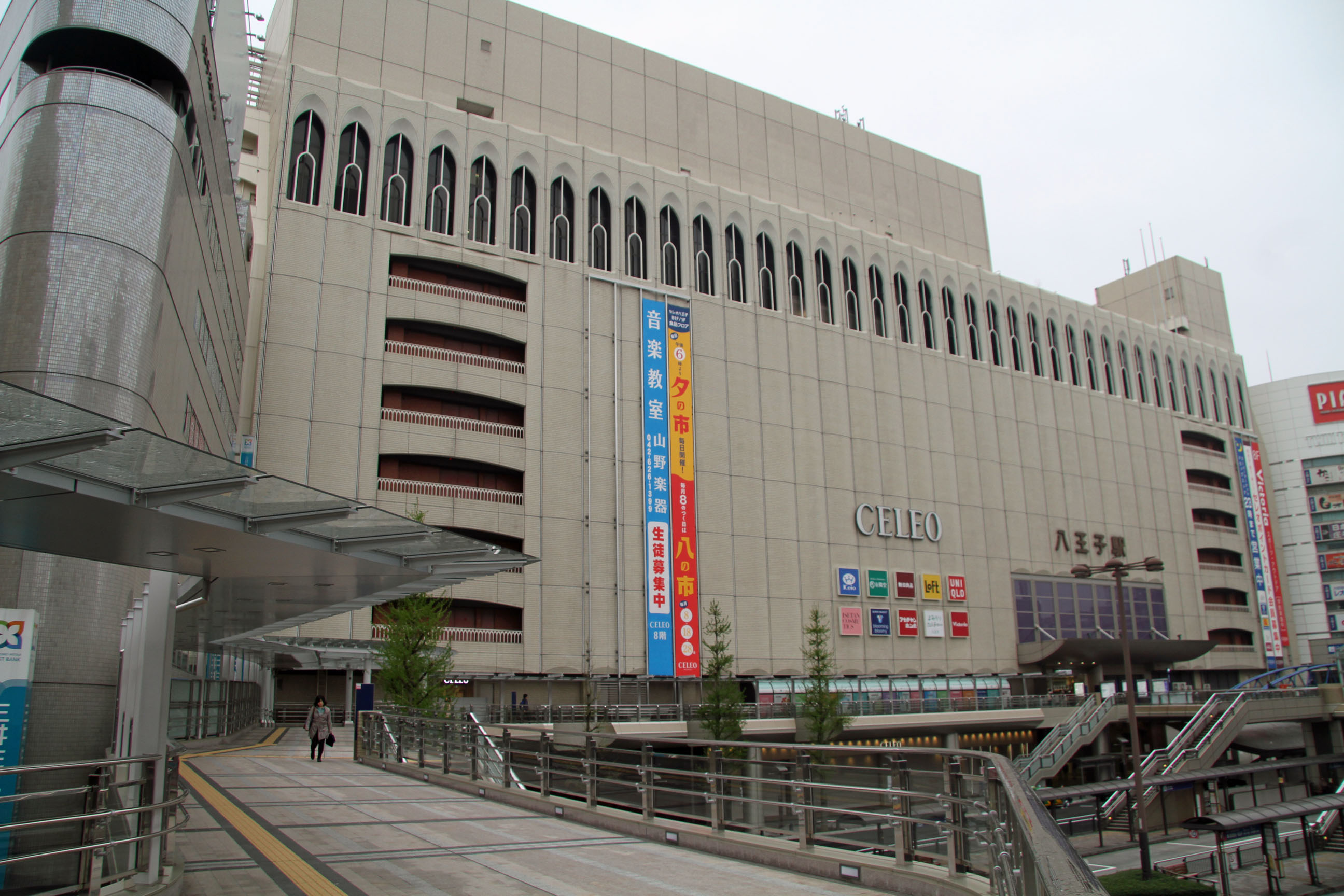
八王子站

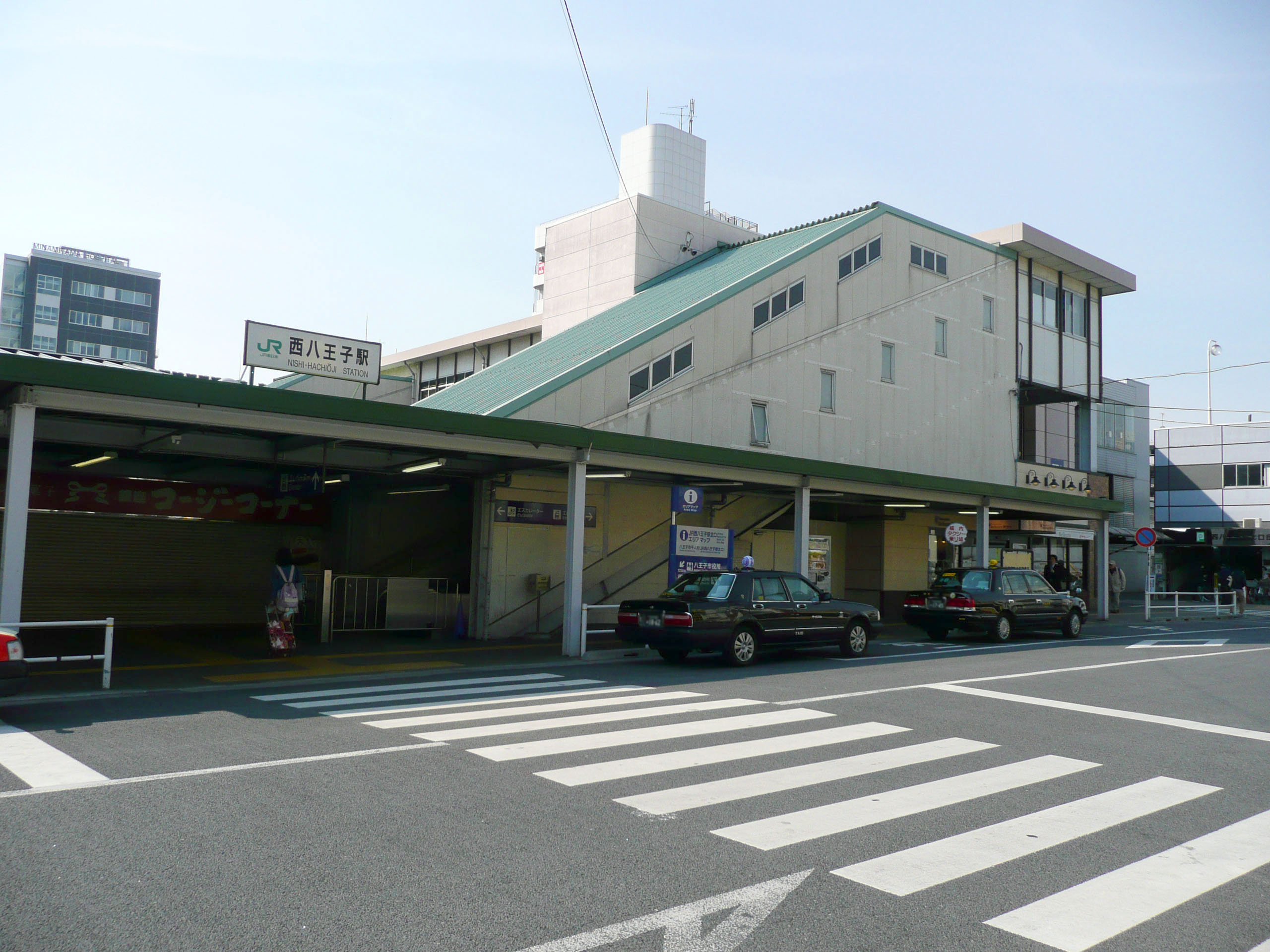
西八王子站

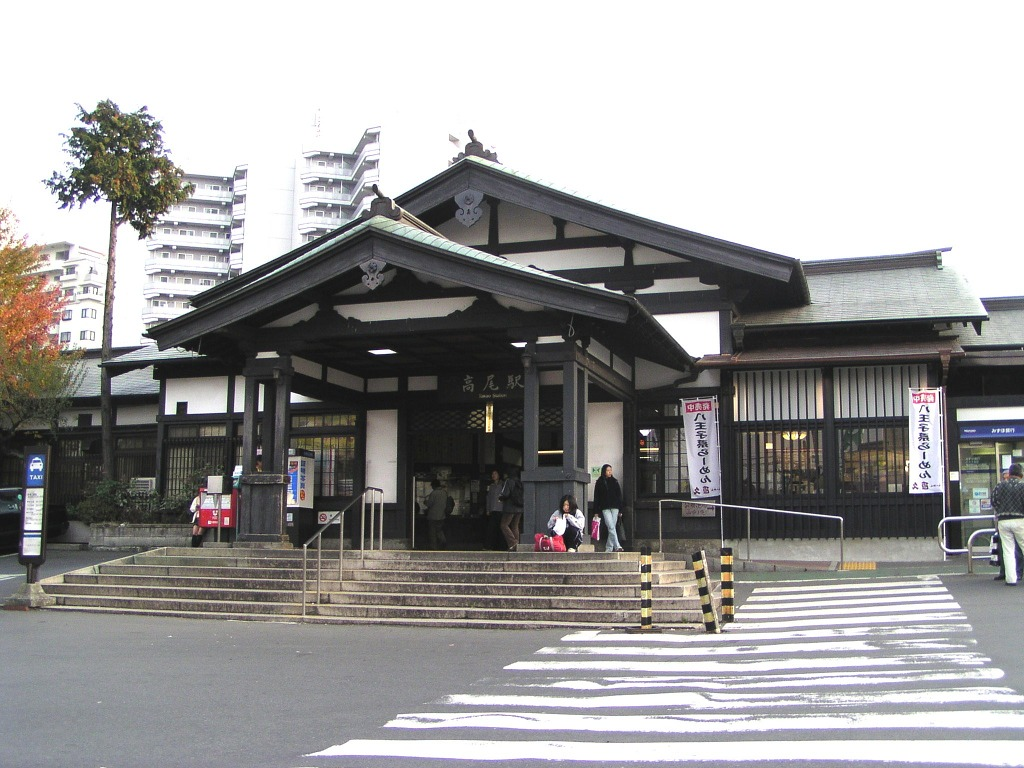
高尾站

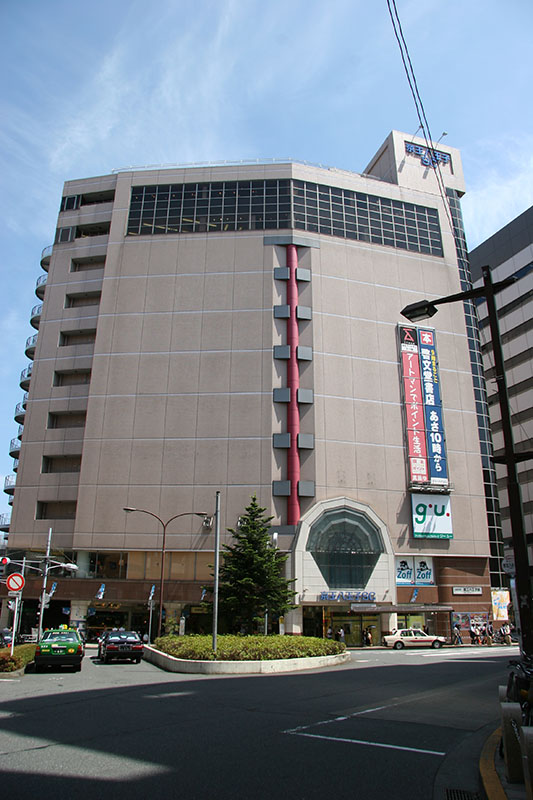
京王八王子站

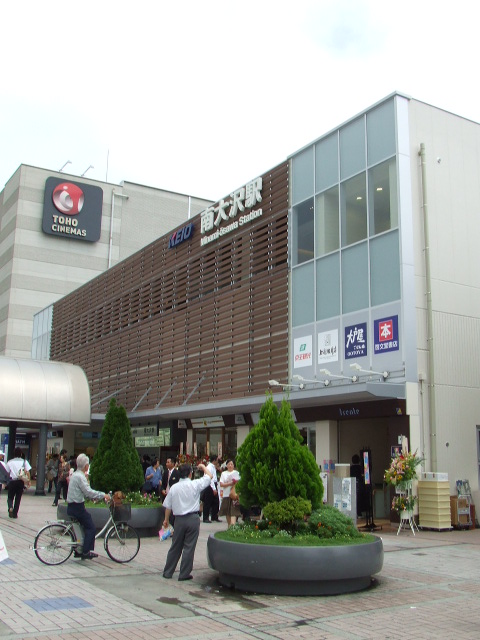
南大澤站

東日本旅客鐵道（JR東日本）
- 中央線快速：八王子站 - 西八王子站 - 高尾站
- 橫濱線：八王子南野站 - 片倉站 - 八王子站
- 八高線：八王子站 - 北八王子站 - 小宮站

京王電鐵
- 京王線：長沼站 - 北野站 - 京王八王子站
- 高尾線：北野站 - 京王片倉站 - 山田站 - 目白台站 - 狹間站 - 高尾站 - 高尾山口站
- 相模原線：京王堀之內站 - 南大澤站

多摩都市單軌電車
- 多摩都市單軌電車線：中央大學·明星大學站 - 大塚·帝京大學站 - 松谷站

高尾登山電鐵
- 纜車：清瀧站 - 高尾山站
- 吊椅：山麓站 - 山上站

### 巴士路線

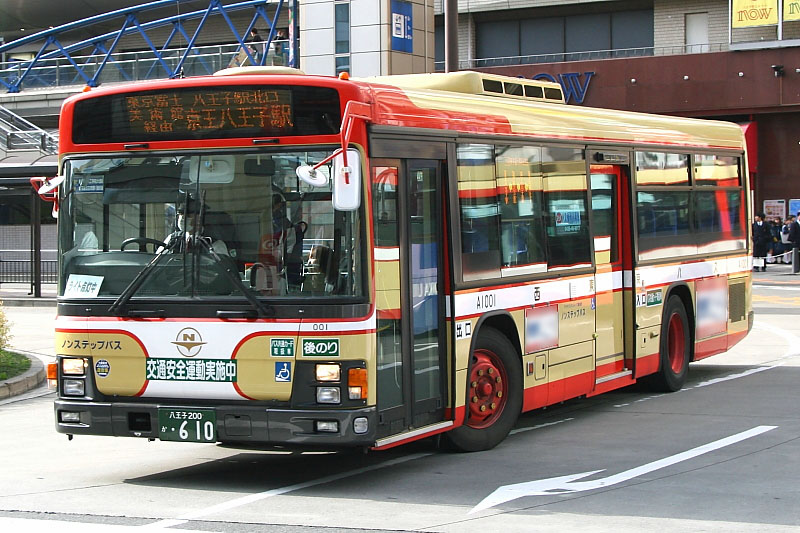
JR八王子站北口的西東京巴士

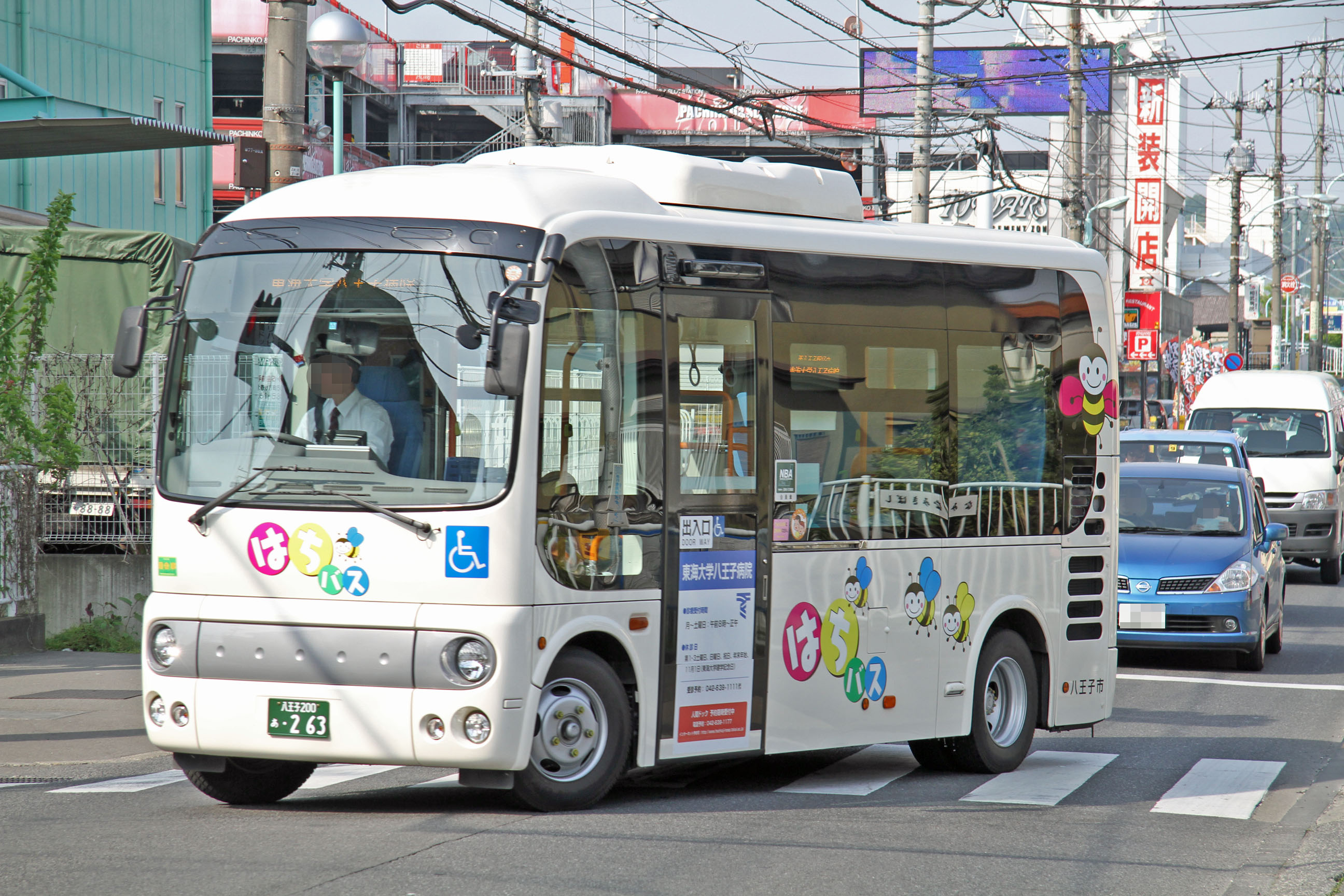
四谷並木橋附近的八巴士

八王子是座巴士發達的城市，重要車站有許多路線巴士停靠。此外，因市域遼闊，沒有鐵路經過的地區也是以路線巴士作為主要交通方式。
八王子市內擁有營運路線、營業所、車庫的巴士公司：。
- 西東京巴士（日语：西東京バス）（楢原營業所（日语：東京バス楢原営業所）、恩方營業所（日语：西東京バス恩方営業所））
- 京王電鐵巴士（八王子營業所（日语：京王電鉄バス八王子営業所））
- 京王巴士南（南大澤營業所（日语：京王バス南・南大沢営業所）、寺田支所（日语：京王バス南・寺田支所））
- 神奈川中央交通（日语：神奈川中央交通）（多摩營業所（日语：神奈川中央交通多摩営業所））

### 與都道府縣廳的交通
可利用JR中央線或京王電鐵京王線前往新宿。
- 八王子 - 新宿（中央特快約36分左右，超級梓號最快32分）
- 京王八王子 - 新宿（京王線急行約38分左右，特急最快31分）
- 高尾 - 新宿（中央特快約43分左右，京王高尾線準特急約45分左右）
- 南大澤 - 新宿（京王相模原線急行、利用調布轉乘特急約32分左右）

### 廣域交通
JR、京王八王子站可搭乘以下高速巴士。
- 新宿高速巴士總站 - 京王八王子站-八王子站北口 - （茨木站 - 茨木市站  - 大阪站 - 近鐵難波OCAT（日语：大阪シティエアターミナル）） - 阿倍野橋
- 京王八王子站 - 八王子站北口 - （澀谷Mark City - 金澤站 - 松任海濱公園 - 小松站 ） - 加賀溫泉站
- 京王八王子站 - 八王子站北口 - （新宿高速巴士總站 - 橫濱站西口 -  高松站 - 坂出站） - 丸龜站

另可搭乘以下4條路線前往成田、羽田機場。
- 高尾站南口 -（京王八王子站-八王子站北口） - 羽田機場
- 南大澤站-（多摩中心站-聖蹟櫻丘站） - 羽田機場
- 京王八王子站-八王子站北口 - 成田機場
- 南大澤站-（多摩中心站-聖蹟櫻丘站） - 成田機場

### 道路

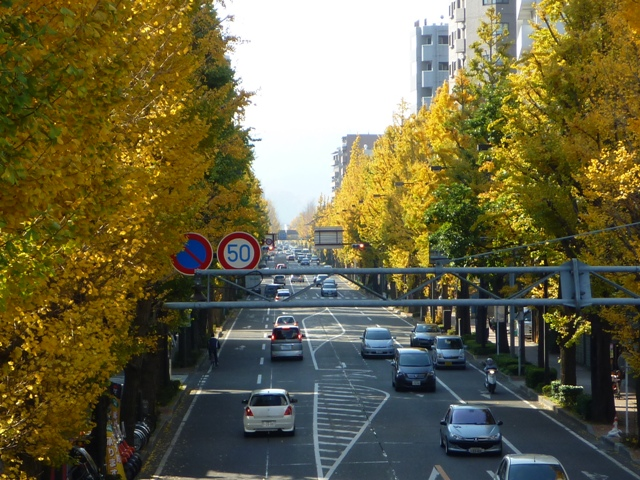
甲州街道的銀杏樹

#### 高速道路、收費道路
- 中央自動車道 : （新宿方向） - (PA)石川PA - (5/5-1/5-2/TB)八王子IC/TB - (BS)元八王子BS（日语：元八王子バスストップ） - (5-3?)元八王子IC（計畫中） - (6)八王子JCT - （名古屋方向）
- 首都圈中央連絡自動車道（圈央道） : （東名方向） - (35)高尾山IC - (6)八王子JCT - (41)八王子西IC - （關越道方向）
- 八王子繞道（日语：八王子バイパス）（國道16號） : （相模原（日语：相原インターチェンジ）方向） - ( )鑓水IC（日语：鑓水インターチェンジ） - (TB)御殿山TB（日语：御殿山料金所） - ( )片倉IC（日语：片倉インターチェンジ (東京都)） - ( )中谷戶IC（日语：中谷戸インターチェンジ） - ( )打越IC（日语：打越インターチェンジ）

#### 一般國道
- 國道20號
  - 甲州街道（高倉町以西）
  - 日野繞道（日语：日野バイパス）（高倉町以東）
  - 八王子南繞道（日语：八王子南バイパス）（建設中）
- 國道16號（東京環狀）
- 國道411號（日语：国道411号）（瀧山街道（日语：滝山街道））

#### 都道
- 主要地方道
  - 東京都道20號府中相模原線（日语：東京都道20号府中相模原線）（野猿街道、柚木街道）
  - 東京都道32號八王子五日市線（日语：東京都道32号八王子五日市線）（秋川街道）
  - 東京都道46號八王子秋留野線（日语：東京都道46号八王子あきる野線）（高尾街道、瀧山街道）
  - 東京都道47號八王子町田線（日语：東京都道47号八王子町田線）（町田街道）
  - 東京都道59號八王子武藏村山線（日语：東京都道59号八王子武蔵村山線）
  - 東京都道61號山田宮之前線（日语：東京都道61号山田宮の前線）
- 一般都道
  - 東京都道155號町田平山八王子線（日语：東京都道155号町田平山八王子線）
  - 東京都道156號町田日野線（日语：東京都道156号町田日野線）
  - 東京都道158號小山乞田線（日语：東京都道158号小山乞田線）（多摩新市鎮通）
  - 東京都道160號下柚木八王子線（日语：東京都道160号下柚木八王子線）（野猿街道）
  - 東京都道161號八王子停車場線（日语：東京都道161号八王子停車場線）（桑並木通）
  - 東京都道162號三木八王子線（日语：東京都道162号三ツ木八王子線）
  - 東京都道166號瑞穗秋留野八王子線（日语：東京都道166号瑞穂あきる野八王子線）（桑並木通、舊鵯山收費道路（日语：ひよどり山有料道路）、谷野街道）
  - 東京都道169號淵上日野線（日语：東京都道169号淵上日野線）（新瀧山街道）
  - 東京都道173號上館日野線（日语：東京都道173号上館日野線）（北野街道）
  - 東京都道174號長沼北野線（日语：東京都道174号長沼北野線）
  - 東京都道176號楢原秋留野線（日语：東京都道176号楢原あきる野線）（高尾街道）
  - 東京都道186號高月楢原線（日语：東京都道186号高月楢原線）（瀧山街道）
  - 東京都道187號多摩御陵線（日语：東京都道187号多摩御陵線）
  - 東京都道189號高尾山線（日语：東京都道189号高尾山線）
  - 東京都道235號豐田停車場線（日语：東京都道235号豊田停車場線）
  - 東京都道256號八王子國立線（日语：東京都道256号八王子国立線）（甲州街道）
  - 神奈川縣道、東京都道503號相模原立川線（日语：神奈川県道・東京都道503号相模原立川線）
  - 東京都道、神奈川縣道506號八王子城山線（日语：東京都道・神奈川県道506号八王子城山線）
  - 東京都道、神奈川縣道516號淺川相模湖線（日语：東京都道・神奈川県道516号浅川相模湖線）（舊甲州街道（日语：旧甲州街道））
  - 山梨縣道、神奈川縣道、東京都道521號上野原八王子線（日语：山梨県道・神奈川県道・東京都道521号上野原八王子線）（陣馬街道）

## 姐妹、友好城市
姐妹都市
- 北海道 苫小牧市
- 栃木県 日光市

友好都市
- 中华人民共和国 泰安市
- 臺灣 高雄市
- 始興市
- 德国 弗里岑（Wriezen）

## 地域放送
- 有線電視
  - JCN八王子（日语：八王子テレメディア）
  - 八王子有線電視（日语：八王子ケーブルテレビ）－大和田町
  - JCN日野（日语：日野ケーブルテレビ）－北野町、長沼町
  - 多摩電視台（日语：多摩テレビ）－多摩新市鎮地區

## 知名出身人士
- 前田真三[33] - 攝影師
- 松任谷由實[34] - 創作歌手
- 夏木陽介[35] - 演員
- 瀧澤秀明[36] - 演員、歌手、企業家
- 伊藤健太郎[37] - 聲優
- 稻田徹[38] - 聲優
- 放克猴寶貝[39] - 樂團
- 福士蒼汰 - 演員
- 高橋南 - 前AKB48成員
- 內田真由美 - 前AKB48成員
- 宮崎美穗 - 前AKB48成員
- 塚本高史 - 演員
- 西島秀俊 - 演員
- 森久保祥太郎 - 聲優
- 松下洸平 - 演員、歌手
- 中村美里[40] - 柔道運動員
- 飯窪春菜 - 前早安少女組。成員
- Roland - 知名男公關（日语：ホスト (接客業)）、企業家

## 知名居民
- 男鹿和雄[41] - 美術監督
- 北島三郎[42][43] - 演歌歌手

## 外部連結
- 八王子市官方網站（页面存档备份，存于） （日語）